# 마르쿠스 아우렐리우스
마르쿠스 아우렐리우스 안토니누스(라틴어: Marcus Aurelius Antoninus, 121년 4월 26일 - 180년 3월 17일)는 로마 제국의 제16대 황제(161 - 180년)이자 스토아 학파 철학자이다. 그는 오현제 (약 13세기 뒤에 니콜로 마키아벨리가 붙인 용어)라고 알려진 통치자들 중 마지막 인물이자, 두 번째로는 마르쿠스 아우렐리우스의 아들 콤모두스 이전 로마 제국의 상대적 평화와 안정성의 시기인 팍스 로마나 (기원전 27년에서 서기 180년)의 마지막 황제였다. 그는 140년, 145년, 161년에 집정관직을 수행하기도 했다.
마르쿠스는 하드리아누스 치세에 하드리아누스의 조카이자 법무관인 마르쿠스 안니우스 베루스와 도미티아 칼빌라의 아들로 태어났다. 그의 아버지는 그가 세 살 때 죽었고, 그의 어머니와 조부가 그를 길렀다. 하드리아누스의 양자 아일리우스 카이사르가 138년에 사망한 뒤, 하드리아누스는 마르쿠스의 삼촌인 안토니누스 피우스를 새로운 후계자로 받아들였다. 그 대가로, 안토니누스는 마르쿠스와, 아일리우스의 아들인 베루스를 양자로 받아들였다. 하드리아누스는 그 해에 죽었고, 안토니누스가 황제가 되었다. 이제부터 황제 자리의 후계자인 마르쿠스는 헤로데스 아티쿠스와 마르쿠스 코르넬리우스 프론토 같은 스승들 밑에서 그리스어와 라틴어를 수학했다. 그는 145년에 안토니누스의 딸인 파우스티나와 혼인했다.
안토니누스가 161년에 죽은 뒤, 마르쿠스는 루키우스 베루스라는 이름으로 황제 자리에 오른 양형제와 같이 황제가 되었다. 마르쿠스의 치세에, 로마 제국은 막대한 군사 분쟁을 맞이했다. 동방 지역에서, 로마인들은 기세를 회복한 파르티아 제국과 로마에 저항한 아르메니아 왕국 등과 성공적으로 전쟁을 치렀다. 마르쿠스는 마르코만니 전쟁에서 마르코만니족, 콰디족, 사르마티아족계의 야지게스족을 제압했으나, 이들 및 다른 게르만족들이 로마 제국에 문제의 실체로 모습을 드러내기 시작했다. 그는 로마 화폐인 데나리우스의 은 순도를 교정하였다. 로마 제국의 기독교 박해기 마르쿠스 집권기에 커졌던 것으로 보이지만, 이 상황에서 그의 개입에 대해선 알려진 것은 없다. 안토니누스 역병이 165년이나 166년에 발생하여 로마 제국의 인구를 휩쓸어, 인구 1,000만 명 중에 500만 명의 죽음을 야기하였다. 루키우스 베루스는 169년에 역병으로 사망했을 것으로 보인다.
일부 이전 통치자들과 달리, 마르쿠스는 후계자에 양자를 쓰지 않기로 택하였다. 그의 자녀들에는 베루스와 결혼한 루킬라 그리고, 콤모두스가 있었는데, 마르쿠스 이후 콤모두스의 즉위는 동시대와 현대 역사가들 양쪽에서 논쟁의 대상이었다. 마르쿠스 아우렐리우스 원주와 기마상은 여전히 로마에 서 있으며, 이들 시설들은 마르쿠스의 군사적 승리를 기념하여 만들어졌다. 동시대 전기작가들이 마르쿠스를 칭했던 ‘철학자’가 쓴 《명상록》은 고대 스토아 철학을 오늘날 이해하는 데 있어 중요한 자료이다. 명상록은 그가 죽고 수 세기 뒤에 작가들, 철학자들, 군주들, 정치인들한테서 극찬을 받고 있다.

## 사료
마르쿠스 아우렐리우스의 생애와 통치를 묘사한 주요 사료들은 불완전하고 빈번하게 신뢰할만하지 못하다. ‘히스토리아 아우구스타’에 포함된 가장 중요한 자료들 그리고 전기 내용들은 서기 4세기 전환기에 한 작가 집단들을 통해 쓰여졌다고 주장되지만, 이 사료들은 실제로는 대략 서기 395년 무렵에 단일 작가 (여기에서는 ‘전기작가’로 지칭)가 썼다고도 여겨진다. 후대의 전기집 및 부제와 황제 지위 주장자들의 전기집은 신뢰도가 떨어지지만, 현재는 소실된 초기의 사료들 (마리우스 막시무스 또는 이그노투스) 작성된 초기 전기집들이 훨씬 더 정확하다. 마르쿠스의 생애와 통치 부분에 있어서, 하드리아누스, 안토니누스, 마르쿠스, 루키우스의 전기집들은 대개 신뢰할 수 있지만, 아일리우스 베루스와 아비디우스 카시우스의 전기집들은 그렇지 못하다.
마르쿠스의 스승 프론토와 여러 안토니누스 시대의 관료들 간의 서한 본문이 138년경에서 166년 기간을 다루는 불완전한 필사본들 속에 남아있다. 마르쿠스의 ‘명상록’은 그의 내면의 인생에 대한 창을 제공하지만, 대개 시대를 추정할 수 없고 세속적 일에 대해선 거의 상세한 언급을 하지 않는다. 이 시기의 주요 출처는 비티니아의 니카이아 출신 그리스 원로원 의원인 카시우스 디오으로, 8권으로 로마 건국부터 229년까지의 로마 역사에 대해서 썼다. 디오는 이 시기 군사 역사에 있어 매우 중요하지만 그의 원로원 의원 계급적 편견과 제국의 확장에 대한 강한 반대는 그의 관점을 불명확하게 한다. 안토니누스 시대 엘리트들의 습관에 대한 의사 갈레노스의 저술들, 이 당시의 기질에 대한 아일리우스 아리스티데스의 연설문, 마르쿠스의 법률서에 대해 ‘학설휘찬’과 ‘유스티니아누스 법전’에 남아있는 내용 등 일부 다른 문헌 자료들에서는 상세한 내용을 전하고 있다. 비문과 화폐 발견물 등도 문헌 자료를 보충하고 있다.

## 어린 시절

### 이름
마르쿠스는 121년 4월 26일 로마에서 태어났다. 출생 당시의 이름은 마르쿠스 안니우스 베루스로 추정되지만, 일부 자료들에서는 이 이름을 그의 아버지가 사망했을 당시와 그의 할아버지가 그를 비공식적 입양했을 때, 성년이 되었을 때, 그가 혼인을 했을 당시로 보았다. 그는 출생 당시나 어렸을 적 어느 시점에는, 마르쿠스 안니우스 카틸리우스 세베루스, 혹은 마르쿠스 카틸리우스 세베루스 안니우스 베루스라고 알려졌을 수 있다. 그가 안토니누스에게 황제 후계자로 간택되었을 당시, 그는 마르쿠스 아일리우스 아우렐리우스 베루스 카이사르라고 알려졌고, 즉위 후로는 사망할 때까지 마르쿠스 아우렐리우스 안토니누스 아우구스투스라고 알려졌다. 살라미스의 에피파니오는 저서 ‘도량형에 대하여’(Περὶ μέτρων καὶ στάθμων)가 들어가 있는, 로마 황제들의 전기집에서 그를 ‘마르쿠스 아우렐리우스 베루스’라고 칭했다.

### 가문의 기원
마르쿠스의 아버지 가문은 로마의 이탈리아계 히스파니아를 기원으로 한다. 그의 아버지는 마르쿠스 안니우스 베루스이다. 안니우스 일족은 누마 폼필리우스의 후손이라는 전설상의 주장과 함께 이탈리아족을 기원으로 하며, 안니우스 일족의 한 분파가 이베리아반도의 바이티카에 있는 코르도바에서 남동쪽 떨어진 작은 마을 우쿠비로 이주했다. 로마령 스페인 속주를 근거로 한, 이 분파의 아우렐리우스 (Aurelii) 일족 계열인 안니우스 베루스 (Annii Veri) 일족은 서기 1세기 후기에 로마에서 위세를 키워갔다. 마르쿠스의 증조부 마르쿠스 안니우스 베루스는 원로원 의원이었고 히스토리아 아우구스타에 따르면 전직 법무관이기도 했다. 조부인 마르쿠스 안니우스 베루스는 73–74년에 파트리키가 되었다. 조모 루필리아 파우스티나를 통해서, 마르쿠스는 네르바-안토니누스 왕조에 속하였다. 트라야누스 황제의 누이 조카 살로니아 마티디아는 루필라의 어머니이었고 하드리아누스의 아내 사비나의 이복 자매였다.
마르쿠스의 어머니 도미티아 루킬라 미노르 (혹은 도미티아 칼빌라)는 로마의 파트리키 계급인 P. 칼비시우스 툴루스의 딸이고 부모와 조부모한테서 큰 재산 (플리니우스의 서신들 중 하나에서 묘사됨). 그녀의 재산에는 당시 건설붐을 겪고 있던 로마시의 상황에서 수익성 있는 사업이던 로마시 외각의 커다란 벽돌 공장들과, 로마의 카일리우스 언덕에 있던 빌라인 ‘호르티 도미티아 칼빌라이’(Horti Domitia Calvillae) 혹은 ‘루킬라이’(Lucillae)가 있었다. 마르쿠스 그 자체도 호르티에서 태어나 자랐고 카일리우스 언덕을 ‘나의 카일리우스’라고 칭하기도 했다.
마르쿠스의 입양 가정은 로마의 이탈리아계 갈리아 일족인 아우렐리우스 일족으로, 마르쿠스는 17세 때 입양된 이 일족은 사비니인계 일족이었다. 그의 양부인 안토니누스 피우스는 로마령 갈리아를 기반으로 하는 아우렐리우스 일족의 한 분파인 아우렐리우스 풀부스 일족 출신이었다.

### 출생 및 관심사
마르쿠스의 여동생인 안니아 코르니피키아 파우스티나는 122년이나 123년에 태어났을 것이다. 그의 아버지는 법무관직 기간 중에 마르쿠스가 세 살일 때 사망했을 것이다. 그는 아버지에 대해 거의 아는 것이 없었으나, 마르쿠스는 ‘명상록’에서 아버지에 대한 기억과 아버지의 사후 평판들에서 ‘겸손과 남자다움’을 배웠다고 글을 남겼다. 그의 어머니 루킬라는 재혼을 하지 않았으며, 만연한 귀족적 관습을 따라, 아마 아들과 많은 시간을 보내지는 않았을 것이다. 대신에, 마르쿠스는 ‘유모’들의 돌봄을 받았고, 아버지가 죽은 뒤로는 조부인 마르쿠스 안니우스 베루스한테서 성장하였는데, 마르쿠스 안니우스 베루스는 아들 그리고 손자한테서 ‘가부’라는 법적 권리를 항상 유지했다. 원칙적으로 이는 입양이 아니었고, 새롭고 다른 ‘가부’(patria potestas)의 탄생이었다. 마르쿠스의 외증조부라고 묘사되는 루키우스 카틸리우스 세베루스 역시도 그의 양육에 참여했었는데, 그는 도미티아 루킬라의 양부였을 것이다. 마르쿠스는 공공시설물들이 조금 있기는 하지만 귀족들의 저택들이 많던 상류층 지역이던 카일리우스 언덕에서 자랐다. 마르쿠스의 조부는 라테라노 옆에 있는 궁전을 소유했는데, 이곳에서 그는 유년 시절 대부분을 보냈을 것이다. 마르쿠스는 '좋은 성격이라는 것과 나쁜 기질에 대한 회피'를 가르쳐 준 것에 대해 조부에게 감사했다. 그는 할아버지가 아내가 죽은 뒤에 데려와 같이 살았던 정부를 좋아하지 않았다. 마르쿠스는 자신이 할아버지보다 그 정부와 오래 살지 않아도 된다는 것에 감사했다.

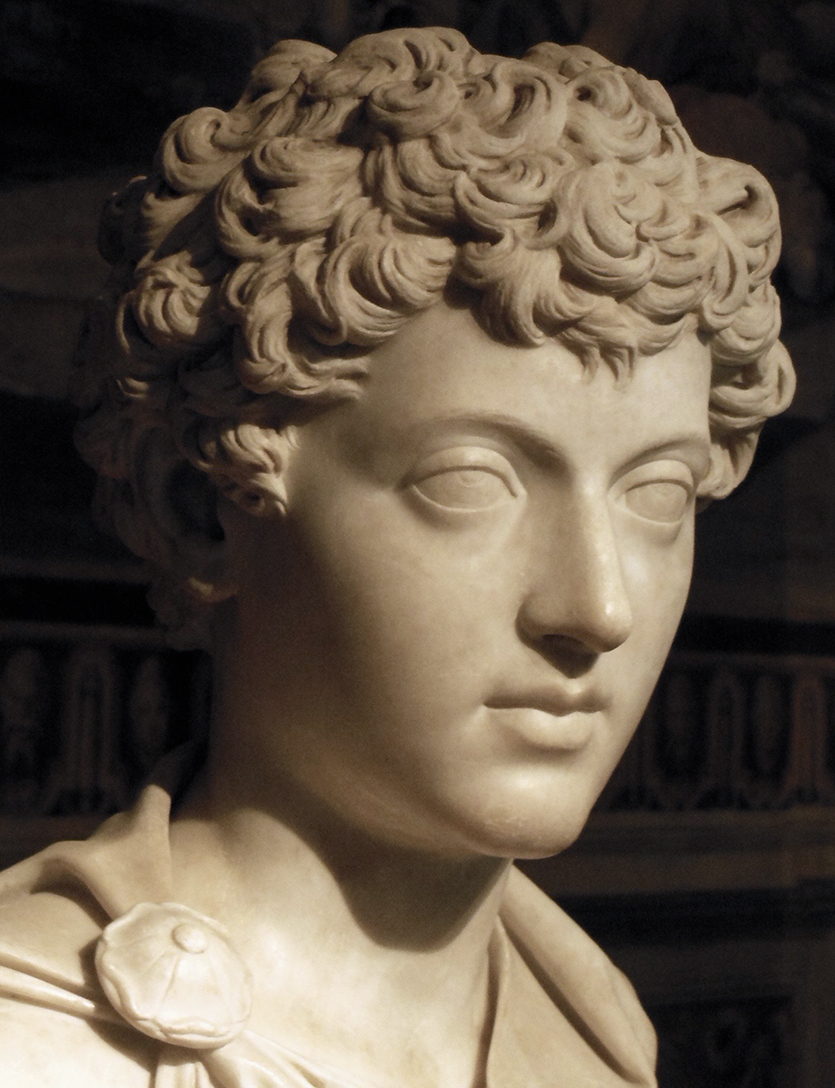
어린 마르쿠스 아우렐리우스의 흉상 (카피톨리노 박물관). 그에 대한 전기를 쓴 현대 작가 앤소니 벌리는 이 흉상에 대해 “참으로 진지한 어린 사내이다.”라는 글을 남겼다.

어린 나이부터, 마르쿠스는 레슬링과 복싱에 대한 열정을 보였다. 마르쿠스는 어렸을 때부터 레슬링을 훈련을 하였고, 십대에 들어서서는, 갑옷을 입고 싸우는 것을 배웠으며 살리단(Salii)이라 불리는 무용단을 이끌었다. 살리단은 동시에 신비로운 갑옷을 차려입고, 갑옷과 무기를 쥔 채, 전쟁의 신 마르스에게 헌정된 의식 무용을 했다. 마르쿠스는 동시대 귀족들의 방식과 같이, 집에서 교육을 받았다. 그는 공립 교육 방식을 피하도록 권해준 카틸리우스 세베루스에게 감사해했다. 그의 가정 교사들 중 한 명인 그림의 대가 디오그네투스(Diognetus)는 특히 영향력을 보였는데, 그는 마르쿠스 아우렐리우스에게 철학적인 인생의 방식을 소개한 것으로 보인다. 132년 4월에, 디오그네투스의 명령을 따라, 마르쿠스는 철학자의 의복을 입고 삶의 방식을 받아들였는다. 그는 거친 그리스식 외투를 거친 채 수학하였고, 그의 어머니가 침대에서 자도록 설득하기 전에는 땅에서 잤을 것이다.호메로스 학파의 코티아이움의 알렉산드로스 그리고 라틴어를 가르치던 트로시우스 아페르와 투티키우스 프로쿨루스 등이 132년경 133년경에 마르쿠스의 교육을 담당했다. 마르쿠스는 알렉산드로스에 대하여 글을 쓰는 방식 부분에 대한 가르침에 대해 감사함을 표했다. 문체와 세심한 어구보다는 문제에 대해 강점을 두는 알렉산드로스의 영향과 더불어 이따금씩 보이는 호메로스 인용 등이 마르쿠스의 ‘명상록’에서 확인된다.

### 하드리아누스의 계승
136년 말에, 하드리아누스는 출혈로 거의 죽을 뻔했다. 티볼리에 있는 빌라에서 회복기 중이던, 그는 전기 작가에 의하면 '모든 이들의 바람과는 반대에도', 마르쿠스의 미래의 장인인 루키우스 케이오니우스 콤모두스를 후계자이자 양자로 택했다고 한다. 그의 동기가 무엇인지 확실치 않은 가운데, 그의 목표는 결국엔 너무나 어렸던 마르쿠스를 황제 자리에 앉히는 것으로 보인다. 입양을 하면서, 콤모두스는 루키우스 아일리우스 카이사르라는 이름을 갖게 되었다. 그의 건강은 너무나 안 좋아서, 그의 황제 후계자가 되는 것을 기념하는 행사 도중에, 그는 스스로 넓은 방패를 옮기기가 힘들 정도였다. 다뉴브강 국경에서 잠시 머무른 후, 아일리우스는 138년의 첫 날에 원로원에 연설을 하기 위해 로마로 돌아왔다. 하지만, 계획된 연설이 이뤄지기 전 밤 중, 그는 병을 앓게 되었고 다음 날에 출혈로 사망하고 말았다.

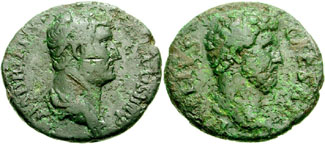
하드리아누스(앞면)와 그의 양자인 루키우스 아일리우스 (뒷면)의 주화 (서기 136년–138년). 하드리아누스는 월계관을 쓰고 있다. 문구: HADRIANVS ... / LVCIVS CAESAR.

138년 1월 24일, 하드리아누스는 마르쿠스의 이모 파우스티나 마이오르의 남편인 아우렐리우스 안토니누스를 새로운 후계자로 택했다. 하드리아누스의 조건의 일환으로, 다시 안토니누스는 마르쿠스와, 루키우스 아일리우스의 아들인 콤모두스를 양자로 입양했다. 마르쿠스는 M. 아일리우스 아우렐리우스베루스가 되었고, 루키우스는 L. 아일리우스 아우렐리우스 콤모두스가 되었다. 하드리아누스의 요청으로, 안토니누스의 딸 파우스티나는 루키우스와 약혼하였다. 마르쿠스는 전해진 바에 의하면 하드리아누스가 그의 양조부가 되었다는 소식을 기쁨 대신에 슬픔으로 받아들였다고 한다. 그는 마지못해서 카일리우스 언덕에 있는 어머니의 집에서 하드리아누스의 사저로 갔다고 한다.
138년의 어느 시기에, 하드리아누스는 만 24세가 되기 이전에 재무관이 되는 것을 막는 법안에서 마르쿠스를 면제 해달라는 요청을 원로원에 하였다. 원로원은 이 요청을 따랐으며, 마르쿠스는 안토니누스 밑에서 139년에 집정관직을 수행하기도 했다. 마르쿠스의 입양은 그를 일반적인 경력 경로에서 벗어나게 했다. 입양이 아니었다면, 그는 조폐국의 화폐 주조 관리를 하는 요직인 ‘트리움비르 모네탈리스’가 되었을 것이다. 그 뒤에, 그는 군단의 명목상 부사령관인 트리부누스 밀리툼이 됐을 수 있다. 마르쿠스는 아마도 여행과 더 많은 교육을 선택했을 것이다. 이 당시에, 마르쿠스는 그의 동료 시민들과 구분되었다. 그런데도, 그의 전기작가들은 그의 소박한 성격을 유지했다고 증언했다. '그는 평범한 시민이었을 때 가졌던 그의 인간 관계에 대해서 여전히 동일한 존경심을 보였고, 그는 자택에 살았을 때처럼 검소하고 재산을 소중히 하였다'.
안토니누스가 모두 막아낸, 수 차례의 자살 시도를 벌였던 하드리아누스는 캄파니아에 있는 바닷가 휴향지 바이아이로 떠났다. 그의 상태는 개선되지 못 했고, 그는 의사들이 처방한 식단을 버리고, 음식과 술을 탐했다. 그는 안토니누스를 바이아이로 불렀는데, 138년 7월 10일에 하드리아누스가 사망할 때 안토니누스는 그의 곁에 있었다. 그의 시신은 푸테올리에 조용히 묻혔다. 안토니누스의 승계는 평화로웠고 안정적이었다. 안토니누스는 하드리아누스의 공직 지명자들을 건들지 않고 그대로 두었고, 원로원의 특권을 존중하고 하드리아누스의 마지막 날에 부과된 사형 선고를 바꾸며 원로원에 유화적 자세를 펼쳤다. 그의 공손한 행동들 때문에, 안토니누스는 ‘피우스’라는 이름을 받아드리라는 요청을 받았다.

### 안토니누스 피우스의 후계자 계승

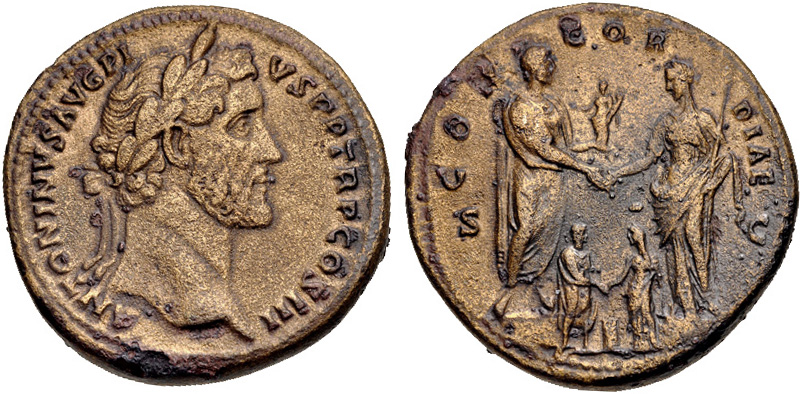
안토니누스 피우스의 세스테르티우스 (서기 140년–144년). 이 주화는 139년의 마르쿠스 아우렐리우스와 파우스티나 미노르의 약혼을 기념하고 있으며, 콩코르디아 조각상을 손으로 잡고 파우스티나 마이오르와 손을 쥐고 있는 안토니누스가 나타나 있다. 비문: ANTONINVS AVG. PIVS P. P., TR. P., CO[N]S. III / CONCORDIAE S.C.

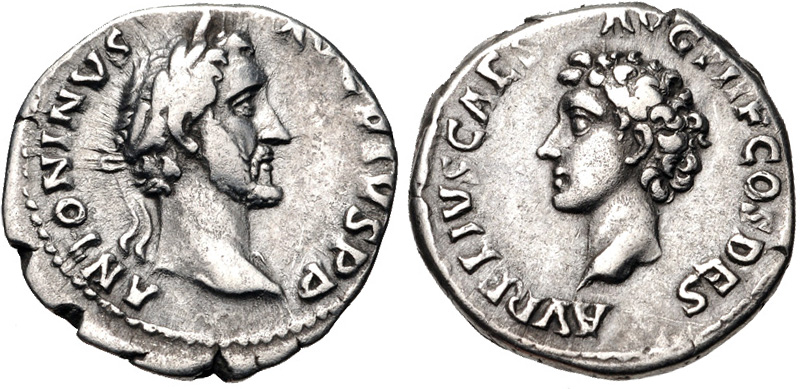
뒷면에 마르쿠스 아우렐리우스의 초상이 있는, 안토니누스 피우스의 데나리우스 (서기 139년). 비문: ANTONINVS AVG. PIVS P. P. / AVRELIVS CAES. AVG. PII F. CO[N]S. DES.

하드리아누스 사망 즉시, 안토니누스는 마르쿠스에게 접근하여 그의 약혼을 바꿔줄 것을 요청했는데, 케이오니아 파비아에 대한 마르쿠스의 약혼은 무효가 되는 것이고, 대신에 안토니누스의 딸 파우스티나와의 약혼이 이뤄지는 것이었다. 케이오니아의 형제 루키우스 콤모두스와 파우스티나의 약혼 역시도 무효가 되어야만 했다. 마르쿠스는 안토니누스의 제안을 받아들였다. 그는 안토니누스를 동료 집정관으로 하여 140년에 집정관이 되었고, 139년 7월 15일에 있던 에퀴테스의 연간 행진 행사에서 에퀴테스의 여섯 지휘관둘 중 한 명인 ‘세비리’(Seviri)로 임명되었다. 황제 계승자로서, 마르쿠스는 에퀴테스의 장인 ‘프린켑스 유벤투티스’(princeps iuventutis)가 되었다. 이제 그는 마르쿠스 아일리우스 아우렐리우스 베루스 카이사르라는 이름을 갖게 되었다. 마르쿠스는 “ 카이사르가 되거나 자주색에 물들지 않도록 조심하라. 이런 일은 실제로 일어나기 때문에 하는 말이다.”라며 이후에 카이사르라는 이름을 갖는 것에 몹시 진지히 스스로에게 경고를 주었다. 원로원의 요청으로, 마르쿠스는 모든 사제단 (폰티피케스, 아우구레스, 퀸데킴비리 사크리스 파키운디스, 셉템비리 에풀로눔) 등에 참여했다. 그렇지만 이 사제단들에 참여했다는 직접적인 증거는 프라트레스 아르발레스가 유일하다.
안토니누스는 마르쿠스의 반대에도 마르쿠스가 팔라티노 언덕에 있는 황궁인 티베리우스 저택에 머물고, ‘궁정의 허식’(aulicum fastigium)이라 부르던 마르쿠스의 새로운 거처의 관습들을 익힐 것을 요구했다. 마르쿠스는 궁정의 삶과 그의 철학적 바람을 조화시키는 데 어려움을 겪었을 것이다. 그는 “인간은 사람이 살 수 있는 곳에서는 잘살 수 있다. 따라서 인간은 궁전에서 살지 않으면 안 될 때에도 올바르게 살아야 한다.”라고 말한바 있지만 그럼에도 이를 어려워했다. 그는 사람들 앞에서의 ‘남용하는 궁정의 삶’에 대해 ‘명상록’에서 스스로를 비판했을 것이다.
재무관 시절, 마르쿠스는 실제적인 행정 업무가 거의 없었을 것이다. 그는 안토니누스가 부재 시에 원로원에 황제의 서신을 발표하고, 원로원 의원들에 대한 비서적인 업무를 하였을 것이다. 그렇지만 그는 행정 사무에 치인다고 느꼈고 스승인 마르쿠스 코르넬리우스 프론토에게 “거의 30통에 달하는 서신들을 받아적는 데 숨이 나가떨어질 정도입니다.”라며 불평을 했다. 그는 전기 작가의 말에 따르면 “나라를 다스리는 데 적임자’라고 하였다. 그는 한자리에 모인 원로원 의원들한테 연설을 할 필요가 있게 되었고, 연설 훈련이 그 일에 필수였다.
145년 1월 1일, 마르쿠스는 두 번째로 집정관이 되었다. 프론토는 그에게 서신으로 충분한 잠을 자둘 것을 권하였는데, 그리하면 “좋은 혈색을 갖고 원로원에 들어가 강인한 목소리로 연설문을 읽을 것이다”라고 하였다. 마르쿠스는 초기 서신에서 질병에 대한 불평을 털어놓았으며, “염려된 제 기력에 관해서는, 회복을 시작하고 있는 중이고 제 가슴에 어떠한 고통의 흔적도 없습니다. 그렇지만 그 궤양은 [...] 치료를 받고 있으며, 그것에 문제가 되는 일은 하지 않도록 주의하고 있습니다.”. 특히나 건강하거나 기력이 결코 좋지 않은 마르쿠스는 그의 후대 일생에 대해서 글을 남긴 카시우스 디오에게서 그의 다양한 지병에도 불구하고 업무에 충실한 것으로 찬사를 받았다. 145년 4월, 마르쿠스는 138년 이래로 계획되었던대로, 법적으로 자매였던 파우스티나와 혼인했다. 결혼식에 대해서 특별히 알려진 것은 없으나, 전기작가는 '주목'할 만하다고 하였다. 마르쿠스와 파우스티나의 얼굴을 담은 주화들이 발행되었고, "폰티펙스 막시무스"로서 안토니누스가 이를 주관했을 것이다. 마르쿠스는 현재 남아 있는 서신들에는 혼인에 대해서 명백한 언급을 하지 않았고, 파우스티나에 대해서 조금 언급을 했을 뿐이다.

### 프론토와 추가적인 교육
136년에 토가 비릴리스를 입은 후로, 마르쿠스는 웅변술 훈련을 시작했을 것이다. 그는 그리스어에 교사 세 명 (안니누스 마케르, 칸니누스 켈레르, 헤로데스 아티쿠스), 라틴어에 교사 한 명 (마르쿠스 코르넬리우스 프론토)를 두었다. 이 중에 아티쿠스와 프론토는 이들 시대에서 가장 존경받는 연설가들이었으며, 그렇지만 138년에 안토니누스가 마르쿠스를 양자로 입적하고나서야 그의 교사가 되었던 것으로 보인다. 그리스어 교사들의 수가 더 많은 것은 로마 귀족 사회에서 그리스어의 중요성을 나타낸다. 이때는 그리스어의 르네상스인 제2의 소피스트 시대였다. 로마에서 수학했음에도, 명상록에서 마르쿠스는 그리스어에 대한 그의 마음속 생각에 대해서 썼을 것이다.
아티쿠스는 논란이 많은 인물로, 대단히 부유한 아테네인 (아마도 로마 제국의 동방 지역 반쪽에서 가장 부유한 자)이던, 그는 화가 잦은 편이었고 후원 방식으로 주변 아테네인들한테서 분노를 샀다. 아티쿠스는 스토아 철학과 스토아 철학의 주장들에 대한 철저한 반대론자였다. 아파테이아에 관한 스토아 철학의 바람을 그는 어리석다고 생각하였고, 그는 그들이 '나태하고, 무기력해진 삶'을 살 것이라 말하였다. 아티쿠스의 영향력에고 불구하고, 마르쿠스는 이후에 스토아 철학자가 되었다. 그는 이어지는 수십년간 그와 수 차례 접촉했을 것이라는 사실에도, ‘명상록’에서 헤로데스를 전혀 언급하지 않았다.
프론토는 대단히 존경받았으며, 라틴어 문학에 대한 골동품 수집 세계에선 조심스럽게, 그를 키케로 다음가는 인물로 여기며, 그를 대체할만한 이로도 여겨진다. 마르쿠스가 결국에 프론토와 아티쿠스를 서로 대화를 나누는 관계로 만들기는 했으나, 프론토는 그에 대해서 많은 신경을 쓰지 않았다. 라틴어의 완전한 숙달로 문헌을 통해 표현을 추적하고, 애매한 동의어를 만들고, 단어 선택의 사소한 부적절함들에 문제를 삼을 수 있었다.
프론토와 마르쿠스 간의 대단한 양의 서신들이 현재까지 존재한다. 이 둘은 서신에 "잘 가시오 나의 프론토, 당신이 어디에 있든, 당신은 나의 넘쳐나는 달달한 사랑이자 기쁨이오. 당신과 우리 사이는 어떻습니까? 전 당신을 사랑하지만 당신은 여기에 없군요."라는 표현을 쓰며, 아주 가까운 사이였다. 크라티아라는 이름을 둘 다 가졌던 프론토의 아내와 딸과 마르쿠스는 많은 시간을 보냈고, 이들은 담소를 즐겼다.
그는 자신의 생일에 프론토에게 서신을 보내, 그가 자신을 사랑한 것처럼 그를 사랑한다고 주장했고, 신들에게 문학의 낱말 전부를 반드시 '프론토의 입에서' 배울 수 있도록 해달라고 요청했다. 프론토의 건강에 대한 그의 기도문들은 관습적인 것에서 벗어나는 것이었는데, 프론토는 자주 병을 알았기 때문이었다. 이따금씩, 그는 거의 꾸준히 건강 문제를 앓았던 것으로 보이며, 항상 아팠는데, 현존하는 문서들의 4분의 1은 프론토의 지병에 대해서 다루고 있다. 마르쿠스는 '온갖 종류의 불편함을 자발적으로' 프론토의 고통이 자신에게도 전해지기를 바랐다.
프론토는 결코 마르쿠스의 전임 스승이 된 적이 없었고 지지자로서 역할을 계속하였다. 한 악명 높은 소송으로 그가 아티쿠스와의 분쟁으로 이어지게 되었다. 마르쿠스는 프론토에게 처음으로는 '조언'으로써, 그 다음에는 '호의'로써 아티쿠스를 공격하지 말라고 요청했으며, 아티쿠스에도 그는 이미 먼저 대응하는 것을 삼가라고 요청했었다. 프론토는 마르쿠스가 아티쿠스를 친구로서 대하는 것을 알게 되어 놀랍다고 답했고 (아마 아티쿠스는 아직 마르쿠스의 스승이 아니었던 것으로 보인다), 마르쿠스가 옳을 수 있다는 것을 인정했지만, 그렇더라도 "기소는 끔찍하고 무시무시하다고 말할 수밖에 없다. 특히 구타와 도둑질을 언급하는 자들에 대해서 나는 분개와 증오의 냄새로서 묘사를 할 것이다. 만일 내가 그를 교양없는 조그만한 그리스인이라고 부르는 일이 일어나더라도, 죽음으로 이어지는 전쟁을 의도한 것은 아니다."라고 하며 그는 무슨 수를 써서라도 승소할 뜻을 분명히 했다. 이 재판의 결과는 알려져 있지 않다.
25세 무렵 (146년 4월과 147년 4월 사이), 마르쿠스는 법학에 대한 불만감을 키워 갔고, 전반적인 권태감의 일부 증상을 보였다. 그의 상관은 마르쿠스가 프론토에게 보내는 서신에서 불쾌한 허풍쟁이었고, 그를 때리기도 했다: “그가 말하길 판사 옆에 앉아 하품을 하는 건 괜찮지만, 판사가 되는 것은 고귀한 일이다”. 마르쿠스는 행사들에 참가하고, 가상의 논쟁에서 입장을 취하는 것에 진절머리를 냈다. 그가 의례적 화투의 부정직함에 대해 비판할 때, 프론토는 이를 두둔하였다. 어느 경우에서든, 마르쿠스의 정규 교육은 이 당시에는 종료되었다. 그는 스승들과 좋은 관계를 유지했고, 이들을 헌신적으로 따랐다. 그의 전기 작가는 그가 학문에 많은 노력을 들인 것이 “그의 건강에 나쁜 영향을 미쳤다”라고 썼다. 이 점은 전기 작가가 마르쿠스의 소년 시절 동안 흠을 잡을 수 있는 유일한 것이었다.
프론토는 “철학 학습을 이른바 입술 끝으로, 피상적으로 맛보는 것보다는 아예 접하지 않는 것이 더 낫다.”라며 마르쿠스에게 일찍이 철학 학습에 대해서 경고를 했었다. 그는 철학과 철학자들을 경멸하였고 칼케돈의 아폴로니오스와 그 외 인물들과의 마르쿠스의 수업을 좋지 않게 보았다. 프론토는 “‘젊은이들의 방식으로서, 지루한 업무에 지친‘, 마르쿠스는 지속적인 연설 훈련에서 자유로워지기 위해 철학으로 관심을 돌렸다.” 라며 마르쿠스의 ‘철학으로 전환’에 대해서 가혹한 해석을 내놓았다. 마르쿠스는 프론토와 긴밀한 사이를 유지했지만 프론토에 대한 양심의 가책은 무시했을 것이다.
아폴로니오스가 마르쿠스에게 스토아 철학을 소개했을 수도 있으나, 퀸투스 유니우스 루스티쿠스가 그에게 막대한 영향을 미쳤을 것이다. 그는 프론토에게 마르쿠스가 연설에서 멀어지도록 한 인물로 알려져 있다. 그는 프론토보다 나이가 많았고 마르쿠스보다 20살이 많았다. 폭군 도미티아누스의 순교자들 중 한 명인 아룰레누스 루스티쿠스의 손자인 (r. 81–96), 그는 프론토와 달리 인위적인 표현에도 능하던 세네카의 진정한 후계자인 1세기의 ‘나쁜 황제’들에 대한 스토아 반대파들의 후계자였다. 마르쿠스는 웅변, 시, 그리고 '훌륭한 글'을 피하기 위해서 자신에게 수사학, 이론적인 주제들로 글쓰기, 도덕적으로 고찰하는 문서들에 대해 담화를 하는 등에만 열광하지 않도록 가르침을 준 것에 대하여 루스티쿠스네게 감사해했다.... '.
필로스트라토스는 마르쿠스가 노년일 때, 재위 후반기에 어떻게 카이로네이아의 섹스투스 밑에서 공부했는지를 묘사한다:
 마르쿠스 황제는 보이오티아 출신의 철학자 섹스투스의 열렬한 제자로, 종종 그의 무리에 있었고 그의 집에 자주 다녔다. 이제 막 로마에 도착했던 루키우스는 가는 길에 만났던 마르쿠스 황제에게 당신은 어디로 가고, 어떤 심부름을 하느냐고 묻자, "늙은이라 하더라도 배우는 것이 좋다. 나는 철학자 섹스투스에게 내가 아직까지 모르는 것을 배우고 있다."라며 마르쿠스는 답하였다. 그러자 루키우스는 손을 하늘 위로 올리며, "오 제우스여, 노년의 로마인들의 왕은 서자판을 들고 학교에 갑니다."라고 말하였다.

### 자녀의 출생과 죽음
147년 11월 30일, 파우스티나는 딸 도미티아 파우스티나를 낳았다. 그녀는 최소한 13명은 있었던 자녀들 (두 쌍둥이 포함) 중에 첫 번째 자녀이었으며, 파우스티나는 앞으로 23년간 자식을 낳았다. 다음날인, 12월 1일에, 안토니누스는 마르쿠스에게 트리부누스 권한과, 황제의 군대와 속주들에 대한 지휘권을 의미하는 임페리움을 내려주었다. 트리부누스로서, 그는 안토니누스가 도입할 수 있는 4개의 법안을 원로원에 제출할 권리가 있었다. 그의 트리부누스 권한은 147년 12월 10일에 안토니누스의 재가로 연장되었을 것이다. 마르쿠스의 서신들에서 도미티아에 대한 첫 언급은 자신의 딸을 병약한 아동으로 나타낸 것이었다. “부제는 프론토에게. 만일 신들이 바라신다면 회복의 희망을 볼 것이다. 설사가 멈췄고, 약간의 열도 사라졌다. 그렇지만 수척해진 것은 꽤나 심하고 기침도 약간 있다”. 마르쿠스는 자신과 파우스티나가 딸의 간호에 ‘상당히 열중되어 있다’라고 글을 남겼다. 도미티아는 151년에 사망했을 것이다.

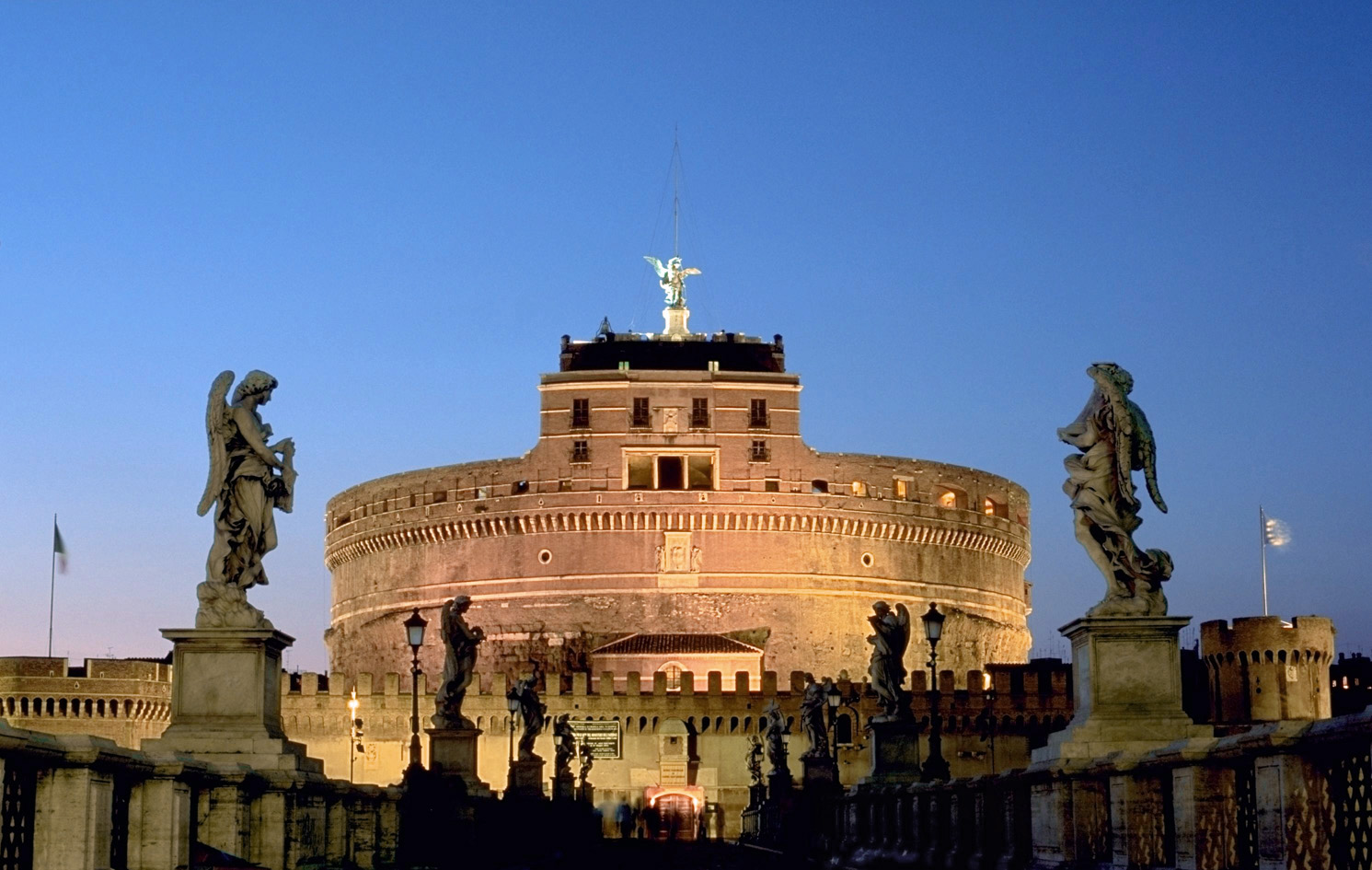
마르쿠스의 자녀들과 파우스티나가 묻힌 하드리아누스 영묘

149년에, 파우스티나는 다시 한번 출산하여 쌍둥이 형제 둘을 낳았다. 동시대 주화는 작은 두 소년들이 있는 흉상의 초상 아래로 엇갈려 있는 코르누코피아가 새겨진 모습과 ‘행복의 시간들’이라는 의미의 ‘temporum felicitas’ 문구로 이 출생을 기념하고 있다. 이들은 오래 살지 못하였다. 그 해가 지나기 전에, 또다른 가문 기념 주화가 발행되었으며 여기에서는 작은 소녀인 도미티아 파우스티나와 남자 아기만이 보여지고 있다. 그 다음에 발행된 것에는 소녀만이 있다. 아이들은 하드리아누스 영묘에 묻혔으며, 이들의 묘비명은 현재까지 남아 있다. 쌍둥이 형제들의 이른은 티투스 아우렐리우스 안토니누스와 티베리우스 아일리우스 아우렐리우스였다. 마르쿠스는 “‘한 사람은 어떻게 하면 갓난애를 잃지 않겠습니까’라고 기도하지만, 당신은 ‘어떻게 하면 자식의 죽음을 두려워하지 않게 되겠습니까’라고 기도해야한다.”라고 하며 스스로의 마음을 가다듬었다. 그는 ‘일리아스’에서 슬픔과 두려움을 쫓아내기에 충분한, ‘간결하고 가장 친숙한 어구’라고 말한 부분을 인용하였다:
 나뭇잎들을,

바람이 지표면에 있는 것들을 날려 버린다.

이것들은 인간의 자손들과 같다.
– 일리아스 6권 146행
또 다른 딸 안니아 아우렐리아 갈레리아 루킬라가 150년 3월 7일에 태어났다. 155년과 161년 사이 어느 시기, 아마도 155년이 얼마 안 지나, 마르쿠스의 어머니 어머니 도미티아 루킬라가 사망했다. 파우스티나는 151년에 딸을 또 낳은 것으로 보이며, 안니아 갈레리아 아우렐리아 파우스티나는 153년까지 살지 못한 것으로 추정된다. 152년에 아들 티베리우스 아일리우스 안토니누스가 태어났다. 한 발행 주화는 '아우구스타의 생식력'(fecunditati Augustae)을 기념하고, 두 소녀와 갓난아이 한 명을 묘사한다. 152년에 태어난 남자아이는 두 딸만을 묘사하고 있는 156년의 주화를 볼 때 오래 살지 못 했다. 그는 마르쿠스의 여동생인 코르니피키아가 사망한 해와 같은 152년에 사망했을 수 있다. 158년 3월 28일 무렵, 마르쿠스는 자식의 죽음을 또 맏이했다. 마르쿠스는 '비록 다른 결과가 나오긴 하였지만' 신전의 시노드에 감사해 하였다. 이때 죽은 자녀의 이름은 알려져 있지 않다. 159년과 160에, 파우스티나는 딸 파딜라와 코르니피키아를 낳았으며, 이들의 이름은 각각 파우스티나와 마르쿠스의 죽은 딸들의 이름을 붙인 것이었다.

### 안토니누스 피우스 말년

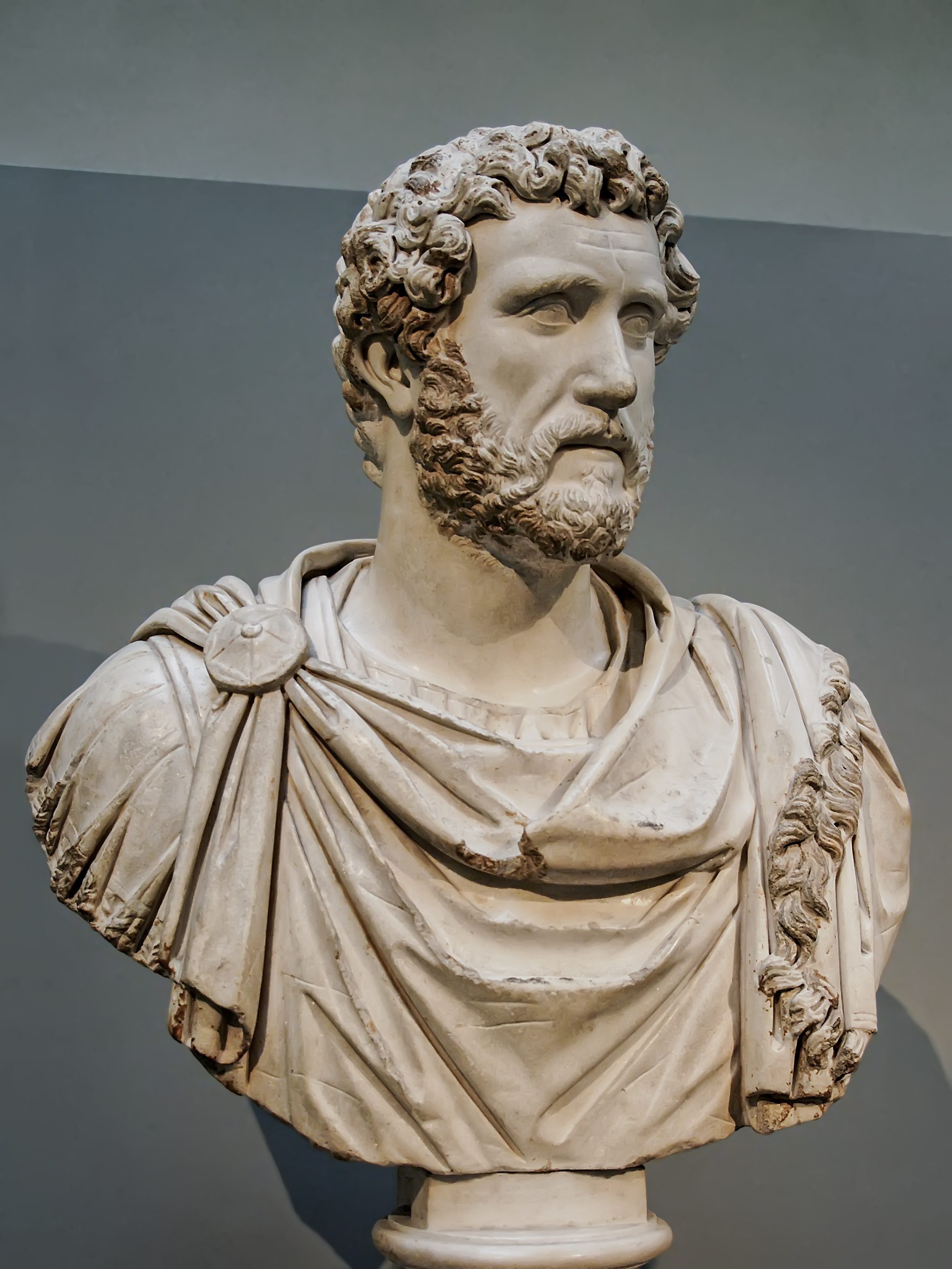
안토니누스 피우스 흉상 (대영박물관)

루키우스는 153년에 재무관으로 정치 생활을 시작했다. 그는 154년에 집정관을 지냈고, 161년에는 마르쿠스와 함께 하며 다시 한번 집정관직에 올랐다. 루키우스는 '아우구스투스의 아들'외에는 다른 직위가 없었다. 루키우스는 마르쿠스와 성격이 대단히 달랐는데, 그는 모든 종류의 스포츠를 즐기고 특히 레슬링과 사냥을 즐겨했으며, 전차 경기와 검투 경기에서 분명하게 유희를 얻었다. 그는 164년이 되어서야 결혼을 했다.
156년에, 안토니누스는 70세가 되었다. 그는 허리보조기가 없이는 스스로 서 있을 수도 없다는 것을 깨달았다. 그는 아침 응접 동안에 깨어 있을 정신력을 기르기 위해 건조한 빵을 먹기 시작했다. 안토니누스가 나이를 먹으면서, 마르쿠스는 더 많은 행정 업무를 맡았을 것이며, 156년 혹은 157년에 마르쿠스 가비우스 막시무스가 사망하면서 그가 프라이펙투스 프라이토리오 (군사직보다는 비서직에 비중이 치중)가 되면서는 더욱 그랬다. 160년, 마르쿠스와 루키우스는 다음 해 공동 집정관으로 임명되었다. 안토니누스는 이미 지병을 앓고 있었을 수도 있다.
전기작가가 전하길, 사망하기 이틀 전에 안토니누스는 안토니누스가 로마에서 대략 19km 거리 떨어진 에트루리아의 로리움에 있는 집안 대대로 내려오는 사유지에 있었다고 하였다.그는 저녁에 알프스산 치즈를 상당히 걸신 들리듯이 먹었다고 한다. 그 날 밤에 음식을 격하게 토하였고, 다음 날에 고열에 시달렸다. 그리고 그 다음 날, 그는 자문회를 소집하여, 정권과 딸을 마르쿠스에게 넘겼다. 안토니누스는 다음과 같이 말을 하며 인생의 주안점을 찍었는데, 야간 경비 담당 트리부누스가 암구호를 묻자, "aequanimitas" (침착)이라 답하였다. 그 뒤에 그는 잠을 자려는 것처럼 몸을 돌리고 사망하였다. 그의 죽음은 티베리우스의 집권 기간을 두 달보다 길었던, 아우구스투스 이래 가장 긴 집권 기간의 막을 내렸다.

## 치세

### 마르쿠스 아우렐리우스와 루키우스 베루스의 즉위 (161년)

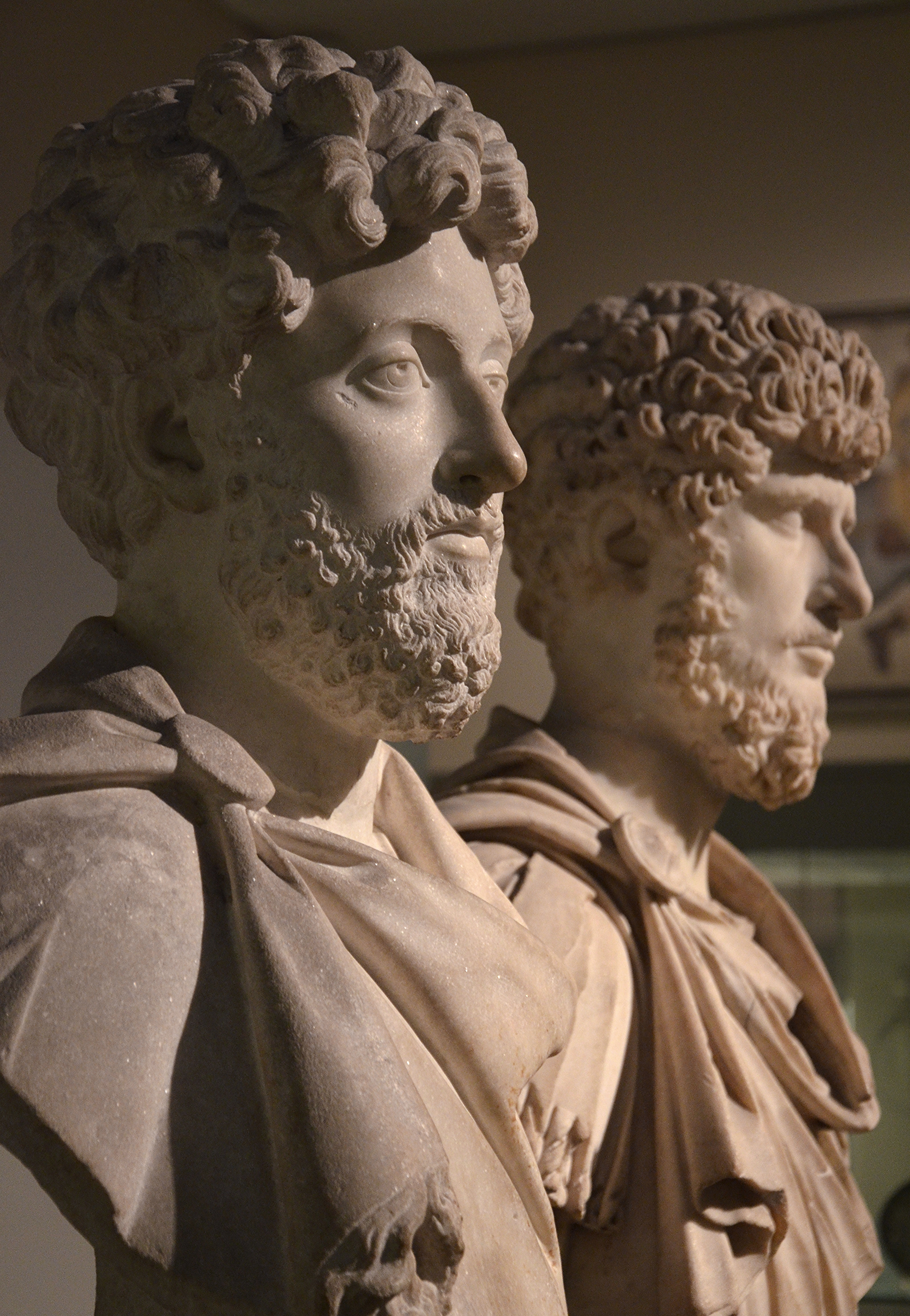
공동 황제 마르쿠스 아우렐리우스 (좌)와 루키우스 베루스 (우)의 흉상 (대영박물관)

안토니누스가 161년에 사망한 뒤, 마르쿠스는 로마 제국의 사실상의 단독 통치자였다. 황제 즉위에 관한 형식상의 절차가 따랐을 것이다. 원로원은 곧장 그에게 아우구스투스라는 이름과 '임페라토르'라는 칭호를 내려주었을 것이고, 그는 바로 로마의 국가 종교 최고 사제인 '폰티펙스 막시무스'로 공식적으로 선출되었을 것이다. 마르쿠스는 일종의 황제 즉위에 대한 거부 모습를 보였는데, 전기작가는 그가 황제의 권력을 강제로 갖게 되었다고 기록하였다. 이는 진실로 '황제 권력의 두려움'(horror imperii)이었을 수 있다. 철학자로서의 삶에 대한 선호가 있던 마르쿠스는 황궁이 매력적이지 못한 곳이라는 걸 알고 있었다. 하지만 스토아 철학자로서 그의 단련이 그에게 황제가 되는 것이 그의 의무라는 점을 명확하게 하였다.
마르쿠스가 하드리아누스에 대한 개인적 애정을 보인 바는 없으나 (특히나, 그는 '명상록' 제1권에서 그에 대한 감사함을 표하지 않았다), 그는 아마 그 자의 승계 계획을 이뤄지게 하는 것이 그의 의무라고 믿은 것 같다. 따라서, 원로원이 마르쿠스의 승인을 단독으로 계획했다 하더라도, 그는 루키우스가 동일한 권한을 받지 않는 한 황제 자리를 거부하였다. 원로원은 이를 받아들이고, 루키우스에게 '임페리움', 호민관 권한, 아우구스투스 칭호를 부여하였다. 마르쿠스는 공식 칭호가 임페라토르 카이사르 마르쿠스 아우렐리우스 안토니누스 아우구스투스가 되었고, 루키우스는 콤모두스라는 자신의 이름을 포기하고 마르쿠스의 가문 명칭 베루스를 취하며 임페라토르 카이사르 마르쿠스 아우렐리우스 베루스 아우구스투스가 되었다. 이 둘의 즉위는 로마가 두 명의 황제의 통치를 받은 첫 사례였다.
이들간의 명목상의 동일함에도, 마르쿠스가 루키우스보다 더 많은 '아욱토리타스'(권위)를 가졌다. 그는 루키우스보다 한 차례 더 집정관을 지냈고, 안토니누스의 집권기에 통치에 참여했으며, 단독으로 '폰티펙스 막시무스'이기도 하였다. 어느 황제가 더 손위인지는 민중들에게 분명했을 것이다. 전기 작가는 "부관이 프로콘술에게 복종하듯 또는 총독이 황제에게 복종하듯... 베루스는 마르쿠스에게 복종했다."라고 글을 남겼다.
원로원의 승인 바로 직후, 황제들은 친위대의 주둔지인 카스트라 프라이토리아로 향했다. 루키우스는 모인 친위대 병사들에게 연설을 하였고, 이들은 이 둘을 '임페라토레스'라고 칭송하였다. 그 뒤 클라우디우스 이래 모든 신임 황제들처럼, 루키우스는 친위대 군인들에게 특별한 도나티붐을 약속하였다. 그렇지만 이 기부금은 1인당 20,000 세스테르케스 (5,000 데나리)로 지난 금액들의 두 배였고, 장교들에게는 더욱 많았다. 몇 년치 급여와 동일한 이 포상금을 대가로, 친위대는 황제들을 지키기로 맹세를 하였다. 이 의식은 마르쿠스의 계승이 평화로웠고 반대도 없었던 점을 보았을 때 아마도 모두가 필요한 것은 아니었으나, 이후의 군사적 문제를 대비해서 좋은 보험이었다. 즉위를 하면서 그는 로마의 화폐 가치를 떨어트렸다. 그는 데나리우스의 은 순도를 83.5%에서 79%로 떨어트렸는데, 은 무게가 2.68 g (0.095 oz)에서 2.57 g (0.091 oz)로 줄었다.
안토니누스 피우스의 장례식은 전기 작가의 말로는 ‘공을 들였다’라고 한다. 그의 장례식이 과거 장례식의 방식을 따랐다면, 그의 시신은 캄푸스 마르티우스에 있는 장작더미 위에서 화장되었을 것이고, 그의 영혼은 천상에 있는 신들의 거처로 올라갔을 것이다. 마르쿠스와 루키우스는 자신들의 아버지를 신격화하였다. 안토니누스의 치세 동안에 하드리아누스를 신격화 하려 할 때 행동과는 대조적으로, 원로원은 황제들의 소원에 반대하지 않았다. 숭배 사제 혹은 플라멘이 신격화된 안토니누스 혹은 이제는 ‘디부스 안토니누스’(Divus Antoninus)의 숭배 교단을 담당하도록 임명되었다. 안토니누스의 유해는 마르쿠스의 자녀들과 하드리아누스의 유해들이 안치되기도 한 하드리아누스 영묘에 안치되었다. 안토니누스의 아내를 위해 헌정된 신전인 디바 파우스티나(Diva Faustina)는 안토니누스와 파우스티나 신전이 되었다. 이 신전은 현재 산 로렌초 인 미란다 교회로 남아 있다.
유언에 따라, 안토니누스의 유산은 파우스티나에게 증여되었다. (마르쿠스는 그의 아내의 재산이 거의 필요가 없었다. 실제로도, 즉위 당시에, 마르쿠스는 어머니의 부동산 일부를 조카 움미디우스 콰드라투스에게 넘겨주었다.) 파우스티나는 남편 즉위 때 임신 3개월차였다. 임신 동안에 그녀는 한 마리가 다른 한 마리보다 사나운 뱀 두 마리를 낳는 꿈을 꾸었다. 8월 31일에, 그녀는 라누비움에서 쌍둥이를 낳았는데 T. 아우렐리우스 퓰부스 안토니누스와 루키우스 아우렐리우스 콤모두스였다. 쌍둥이 형제들이 칼리굴라와 생일이 같다는 점을 제외하면, 징조들은 호의적이었고, 점성술사들은 아이들에 대해 긍정적인 점을 쳤다. 이 둘의 출생은 로마 제국 주화에 기념되었다.

### 초기 치세
즉위식 이후 곧장, 마르쿠스의 11살짜리 딸인 안니아 루킬라는 루키우스와 약혼식을 맺었다 (공식적으로 루키우스는 안니아 루킬라의 숙부였다). 이 일을 축하는 행사 때, 일찍이 로마의 단체들과 더불어 가난한 아이들을 위한 지원이 이뤄졌다. 마르쿠스와 루키우스는 로마 시민들의 인기를 얻었고, 사람들은 수수한 이들의 시민적인 (civiliter) 행보를 강력히 지지했다. 황제들은 자유로운 연설을 허가했는데, 이 점은 희극 작가 마룰루스가 고통스러운 보복이 없으면서도 이들을 비판할 수 있다는 점에서 증명된다. 전기 작가는 "그 누구도 피우스의 관대한 방식을 그리워하지 않는다."라고 글을 남기기도 했다.
마르쿠스는 로마 제국의 주요 인사들을 대거 교체했다. 황제의 서한이 전해져, '아브 에피스툴리스' 섹스투스 카이킬리우스 크레스켄스 볼루시아누스(Sextus Caecilius Crescens Volusianus)는 티투스 바리우스 클레멘스로 대체되었다. 클레멘스는 전방 속주인 판노니아에 있었고 마우레타니아에서 전쟁을 수행했기도 했다. 최근에는, 다섯 개 속주의 프로쿠라토르로 있었다. 그는 군사적 위기 상황에 적합한 사람이었다. 마르쿠스의 옛 스승인 루키우스 볼루시우스 마이키아누스는 마르쿠스 즉위 때 이집트의 총독이었다. 마이키아누스는 로마로 다시 불러져, 원로원 의원이 되었고, 제국의 국고 (國庫, '아이라리움 사투르니') 담당자로 임명하였다. 그는 곧장 집정관으로 임명되었다. 프론토의 사위인 가이우스 아우피디우스 빅토리누스는 게르마니아 수페리오르 총독으로 임명되었다.
프론토는 제자들의 즉위 소식이 전해지자마자 키르타에 있는 집을 두고 떠나, 3월 28일 새벽에 로마에 있는 그의 연립주택으로 돌아왔다. 그는 황제의 해방노예 카리라스에게 편지를 보내어, 황제들을 알현할 수 있는지 물었다. 프론토는 이후에 그가 황제에게 직접적으로 서신을 보내는 것에 대해 엄두가 나지 않았다고 설명하였다. 이 스승은 제자들을 아주 크게 자랑스워 했다. 담화에서 반영하듯 그는 143년 집정관직을 맡는 것에 대해 서신을 했는데, 이때 그는 어린 제자 마르쿠스를 극찬했고, 프론토는 사기가 충만해 있었다. "당시 당신에게는 대단하게 타고난 능력이 있었고, 지금은 완벽한 훌륭함이 있다. 그때는 자라고 있는 곡식이었지만 지금은 알맞게 익어, 모아진 수확물이다. 그때 당시에 내가 바라던 것을 지금은 가지고 있다. 그 바람은 현실이 되었다." 프론토는 마르쿠스를 홀로 만났으며, 루키우스를 초대하지 않은 것으로 생각된다.
루키우스는 그의 관심사가 낮은 것에 있어서 프론토에게 형제보다 덜 호평을 받았다. 루키우스는 자신과 친구 칼푸르니우스가 두 배우의 우열을 두고 논하던 분쟁에 대해 결정을 내려달라고 프론토에게 요청한 바가 있었다. 마르쿠스는 코일리우스와 약간의 키케로 등 독서 거리와 그의 가족에 대해서 프론토에게 이야기했다. 그의 딸들은 재종고모 (great-great-aunt) 마티디아와 같이 로마에 있었다. 마르쿠스는 교외의 저녁 공기가 딸들에게 너무 차갑다고 생각했다. 그는 '독서를 통해 자신을 누르는 긴장감들을 날리는 이러한 방식으로 프론토에게 머리를 식히기 위해 프론토의 것이나 카토 혹은 키케로, 살루스티우스, 그라쿠스 혹은 시인 등 특히 웅변적인 읽을거리'를 부탁하였다. 마르쿠스의 초기 치세는 무난하게 지나갔으며, 그는 철학과 대중들의 애정에 대한 추구에 전적으로 자신을 쓸 수 있었다. 그렇지만 곧 그는 자신이 가졌던 많은 걱정거리들을 알 수 있었을 것이다. 161개의 주화가 보여준 행복의 시기 (felicitas temporum) 끝을 의미했을 것이다.
161년 가을 혹은 162년 봄에, 테베레강이 범람하여 제방을 덮쳤고, 로마의 대부분을 침수시켰다. 이 범람은 많은 가축들을 익사시켰고, 도시를 기근 상태로 만들었다. 마르쿠스와 루키우스는 이 위기에 개인적 관심을 주었다. 다른 시기의 기근 때, 황제들은 로마 곡창지대 밖에 있는 이탈리아 공동체들을 부양했다고 전해진다.
프론토의 서신들은 마르쿠스 초기 치세 동안 계속되었다. 프론토는 마르쿠스의 중요성과 공공의 의무 때문에 수업들이 그 이전보다 지금 형제들에게 더욱 중요하다는 것을 느꼈다. 그는 마르쿠스가 '한동안 웅변술에 관심을 잃었음에도 다시 한번 웅변술에 유창하고 싶은 희망을 느끼기 시작했다'라고 믿었다. 프론토는 그의 제자에게 황제로서의 역할과 철학자로서의 모습 간의 긴장을 상기시켜주었을 것이다. '생각해보십시오, 카이사르여, 당신의 의지에 반하지 않고, 철학자의 양모 외투가 없이도 클레안테스와 제논의 지혜에 도달할 수 있다고 말입니다'.
마르쿠스의 치세 초창기는 프론토의 일생에서 가장 행복한 순간이었다. 마르쿠스는 로마인들에게 사랑받았고, 훌륭한 황제이자, 애정 어린 제자였으며, 아마 가장 중요한 것은 그가 더할 나위 없이 웅변에 뛰어났다는 점이었다. 마르쿠스는 키지코스에서 지진이 일어난 뒤에 원로원에서 수사적인 기술들을 선보였다. 이 연설에서 키지코스의 재난 사건을 전달했으며, 원로원은 "당신의 연설로 통하여, 지진으로 파괴된 그 도시보다 청중들의 마음이 더 이상 갑작스럽거나 격렬하다" 라며 경외심을 가졌다. 프론토는 크게 기뻐하였다.

### 파르티아 전쟁 (161년–166년)

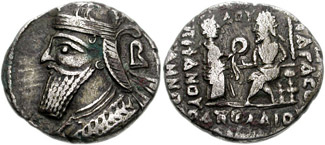
볼로가세스 4세의 주화. 비문: 상단 ΒΑΣΙΛΕΩΣ ΒΑΣΙΛΕΩΝ ΔΟΥ, 오른쪽 ΑΡΣΑΚΟΥ ΒΟΛΑΓΑΣΟΥ, 왼쪽 ΕΠΙΦΑΝΟΥΣ ΦΙΛΕΛΛΗΝΟΣ, 하단 ΔΙΟΥ (그리스어 해석 - 왕중왕 – 아르사키스 볼로가세스 – 일루스티우스 필레네). 연호 ΔΟΥ = ΥΟΔ΄ = 474 = 162–63년.

임종 당시에, 안토니누스는 자신을 괴롭혔던 나라와 외국의 왕들에 대해서만 이야기를 꺼냈다. 이 외국의 왕들 중에 한 명인 파르티아의 볼로가세스 4세는 161년 여름 말 혹은 가을 초에 행동을 취했다. 볼로가세스는 대아르메니아 왕국 (당시 로마의 위성국)에 진입하여, 왕을 몰아내고 자신과 같은 아르사케스 가문 출신의 파코루스를 왕으로 옹립시켰다. 그리고 모든 아르메니아 분쟁의 최전선에 있던 자는 카파도키아 총독인 마르쿠스 세다티우스 세베리아누스로, 군 경험이 풍부한 갈리아인 출신 인물이었다.
파르티아인들을 손 쉽게 격퇴시키고 승리를 거머쥘 것이라는 말을 한 예언자 아보노테이코스의 알렉산드로스에게 설득된, 세베리아누스는 군단 하나 (히스파나 제9군단으로 추정)를 이끌고 아르메니아로 진격했으나), 카파도키아 국경 바로 옆에 있고 유프라테스강 하류 너머 고지대에 있는 마을인 엘레게이아에서 파르티아의 대장군 코스로에스에게 매복을 당하였다. 코르소레스와 교전에서 성과을 거두지 못하자, 세베리아누스는 자결을 했고, 그의 군단은 학살을 당했다. 이 군사 작전은 겨우 삼일만에 막을 내렸다.
브리타니아, 라이티아, 게르마니아 북부 등 다른 국경에서도 전쟁의 위협이 있었는데, 게르마니아 북부에서는 타우누스산맥의 카티족이 최근 들어 '리메스'를 넘어오기 시작했다. 마르쿠스는 준비되어 있지 않았다. 안토니누스는 그에게 군사 경험을 겪게 하지 않은 것으로 보이며, 전기 작가는 마르쿠스가 이전의 대부분 황제들이 초창기 경력을 보내고 하던 속주들이 아닌 황제 곁에서 안토니누스의 23년간 집권기 전체를 보냈다고 기록하였다.
더욱 안 좋은 소식들이 전해지기도 했는데, 시리아 총독의 군대가 파르티아군에 패하고, 무질서하게 후퇴하였다는 것이었다. 지원 병력들이 파르티아 국경으로 보내졌고, 빈도보나 (빈)에서 게미나 제10군단을 지휘하던 아프리카 출신 원로원 의원 P. 율리우스 게미니우스 마르키아누스가 다뉴브 지역 군단들의 지원 병력들과 같이 카파도키아로 떠났다. 게르마니아 수페리오르 지역의 본에 있는 미네르비아 제1군단, 아퀸쿰의 아디우트릭스 제2군단, 트로에스미스의 마케도니카 제5군단 등 세 개 군단 전체가 동방으로 파견되기도 했다.
북방 국경은 전략적으로 약화되었다. 전방 지역 총독들은 가능한 어떤 분쟁도 피하라는 전달을 받았다. 마르쿠스의 사촌인 M. 안니우스 리보가 시리아 총독을 대체하기 위해 보내졌다. 그의 첫 집정관 임기는 161년으로, 따라서 그는 30대 초였을 것이며, 파트리키 출신이었던 그는 군사적 경험이 부족했다. 마르쿠스는 유능한 사람보다는 믿을 수 있는 자를 택한 것이었다.

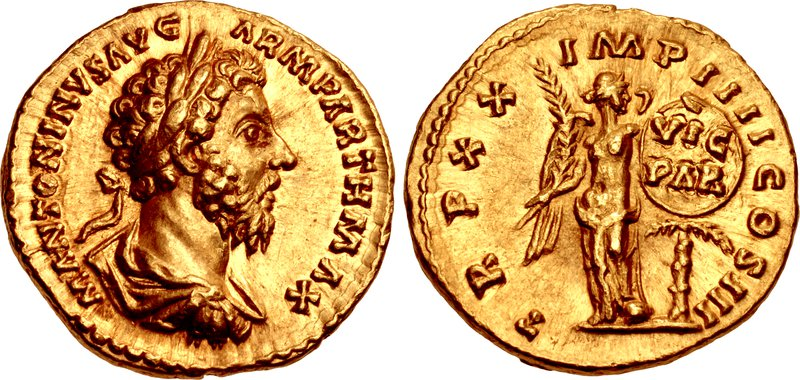
마르쿠스 아우렐리우스의 아우레우스 (서기 166년). 뒷면에는 빅토리아가 파르티아인들에 대한 그의 승리를 나타내는 문구 'VIC(toria) PAR(thica)'가 새겨진 방패를 들고 있다. 문구: M. ANTONINVS AVG. / TR. P. XX, IMP. IIII, CO[N]S. III.

마르쿠스는 에트루리아 해안에 있는 휴양 도시 알시움에서 4일간의 휴일을 지냈다. 그는 너무 근심이 많아 쉴 수가 없었다. 그는 프론토에게 서신을 써, 휴일에 대해서 말하지 않을 것이라 말하였다. 프론토는 "뭐라고 하셨습니까? 폐하가 4일 내내 경기와 농담, 완전한 여가 활동을 의도로 알시움에 갔다는 것을 제가 모르겠습니까?"라고 답하였다 그는 전임자들의 예시(안토니누스는 팔라이스트라에서 운동을 하고, 낚시를 가거나, 희극 공연 보는 것을 좋아했다)들을 거론하며 마르쿠스에 휴식을 하고, 아침부터 저녁까지 신들의 세계에 대한 우화를 써볼 것을 권하기도 했는데, 마르쿠스는 분명히 여가를 갖는 대신에 재판 업무들로 저녁 대부분을 보냈을 것이다. 마르쿠스는 프론토의 조언을 받아들이지 않았을 것이며, "나는 포기할 수 없는, 나에게 달린 임무들을 지니고 있습니다."라고 답하였다. 마르쿠스 아우렐리우스는 자신을 꾸짖기 위해 프론토의 발언을 높였다: ''내 조언이 당신에게 많은 도움이 되었다고, 당신은 말할 것입니다! '그는 쉬었고, 종종 쉴 것이이지만, 이 의무에 대한 헌신이란! 그것이 얼마나 힘든 일인지 당신보다 누가 더 잘 알겠습니까!'
프론토는 파르티아 전쟁 동안에 불안감을 풀어주기 위해 마르쿠스에게 엄선된 읽을거리와, 역사적 문헌들로 가득한, 길고 상당히 중요한 서신을 보냈다. 프론토의 저작들에 대하여 편집을 할 때, 이 서신은 'De bello Parthico' (파르티아 전쟁에서)이라 붙여졌다. 이 문서에서 프론토는 로마의 과거에는 이면들이 있으나, 결국에는, 로마가 항상 적들에게 승리를 거뒀다고 썼다: '항상 어디서나 [마르스께서] 우리의 문제들을 성공으로 우리의 공포를 승리로 바꿔주신다'.
161년–162년 겨울 기간, 시리아에서 반란의 조짐이 있다는 소식이 전해졌고 루키우스가 파르티아 전쟁을 몸소 다뤄야한다는 결정이 내려졌다. 그는 마르쿠스보다 강하고 건강하였고, 따라서 군사 활동에 좀 더 적합하였다. 루키우스의 전기 작가는 내면적 동기를 제시하였는데, 루키우스의 방탕을 억제하기 위해서, 그에게 검소함을 만들기 위해서, 전쟁의 위협으로 품행을 다듬기 위하여, 자신이 황제라는 자각하기 위하여 하였다는 것이다. 어떤 경우든, 원로원은 이 제안에 찬성을 하였고, 162년 여름에, 루키우스는 전장으로 떠났다. 마르쿠스는 '로마가 황제의 존재를 요구했기'에 도시에 남아있었을 것이다.
루키우스는 라오디케이아에서 겨울을, 그리고 안티오키아에서 바로 옆에 있는 휴양지인 다프네에서 여름을 쇠기도 했으나, 전쟁 기간 대부분을 안티오키아에서 보냈다. 비평가들은 루키우스가 '도박을 했고, 밤을 새워 주사위 게임을 했을 것이고', 배우들과 같이 있는 것을 즐겼다고 말하며, 루키우스의 화려한 삶의 방식을 비판했다. 리보는 개전 초에 사망했는데, 아마 루키우스가 그를 살해한 것으로 본다.

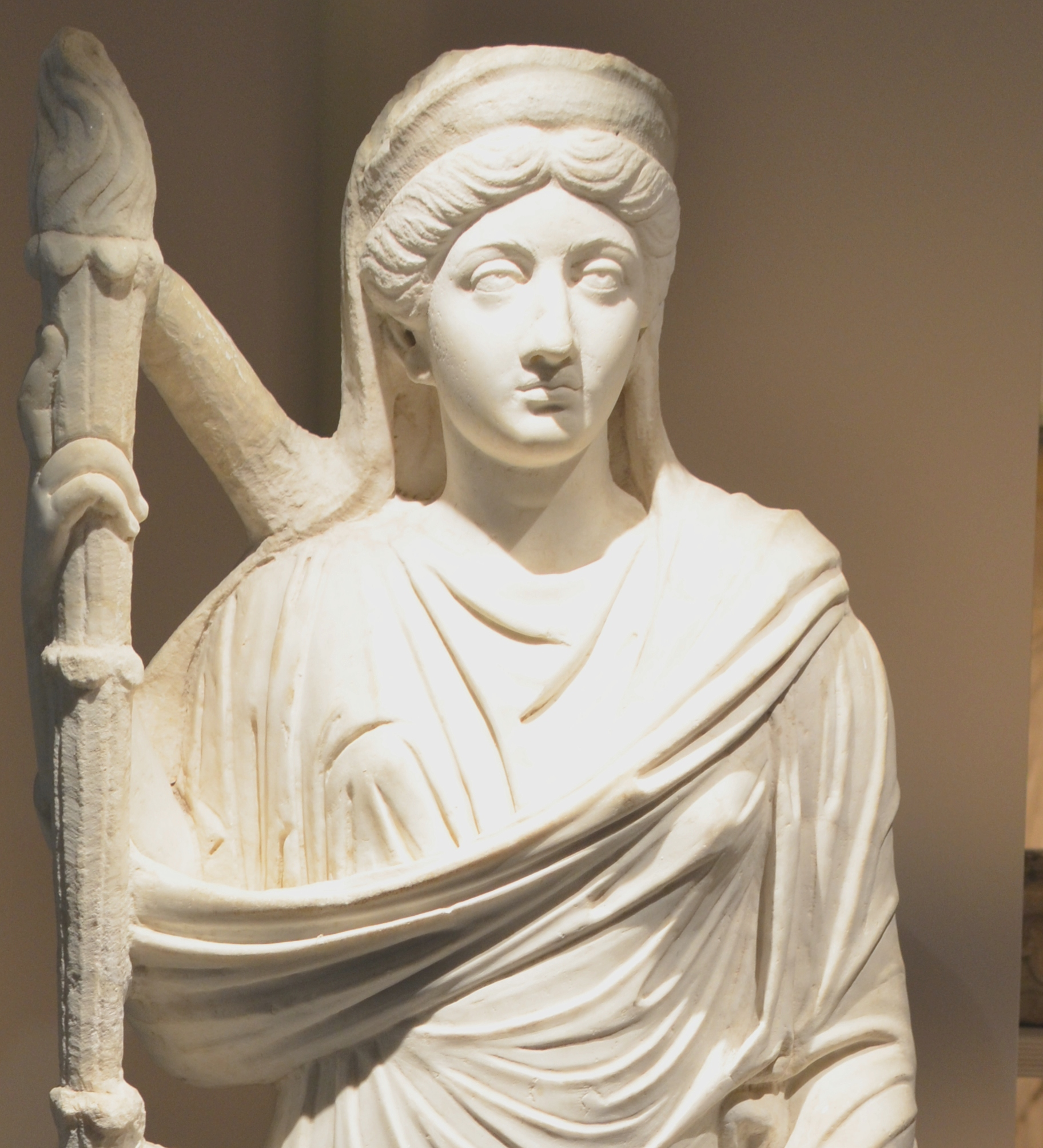
서기 150년–200년에 만들어진 루킬라 대리석상 (튀니지 바르도 국립박물관)

전쟁 중엽에, 아마도 163년 가을 혹은 164년 초경에, 루키우스는 마르쿠스의 딸 루킬라와 결혼하기 위해 에페소스로 향한 것으로 보인다. 마르쿠스는 이 결혼 날짜를 앞당겼으며 아마도 그는 루키우스의 정부 판테아에 대해서 들은 것으로 추정된다. 루킬라의 열세 번째 생일은 163년 3월이었는데, 그녀의 결혼 날짜가 언제였는지는 몰라도, 그녀는 아직까지는 15살이 아니었다. 루킬라는 어머니 파우스티나와, 황제들의 동료를 뜻하는 '코메스 아우구스티'가 된 루키우스의 숙부 (마르쿠스의 배다른 형제)인 M. 베툴레누스 키비카 바르바루스와 동행하였다. 마르쿠스는 키비카가 리보가 실패했던 일이던 루키우스를 감시하는 것을 원했을 지도 모른다. 마르쿠스는 스미르나로 향하는 여정에 이들과 동행할 생각을 했을 수도 있으나 (전기 작가는 그가 원로원에 동행할 것임을 말했었다고 전한다), 실제로 이뤄지지는 않았다. 그는 멀어야 브룬디시움까지만 동행했고, 이곳에서 이들은 동방으로 향하는 배에 탔다. 그는 그 직후에 바로 로마로 돌아왔고, 프로콘술들한테 이들에게 공식적인 접견은 하지 말라는 특별 지시를 내렸다.
아르메니아의 수도 아르탁사타가 163년에 점령되었다. 163년 말에, 루키우스는 '아르메니아쿠스'(Armeniacus)라는 칭호를 얻었으나, 교전을 치른 적은 없었다. 마르쿠스는 그 다음 해까지 이 칭호를 받아들이는 걸 거부했다. 루키우스가 다시 한번 '임페라토르'로 묘사되었으나, 마르쿠스는 그와 함께 '두 번째 임페라토르'(Imperator II)라는 말을 듣는 것에 대하여 서두르지는 않았다.
점령된 아르메니아는 로마와의 요건에 따라서 다시 재건되었다. 164년에, 새로운 수도 카이네 폴리스 (Kaine Polis, 신도시)가 아르탁사타를 대신하였다. 새로운 왕이 옹립되었으며, 이 아르메니아 왕은 로마 원로원 의원이자 아르사케스 가문 출신인 가이우스 율리우스 소아이모스였다. 그는 아르메니아에서 즉위를 안 했을 수도 있는데, 즉위식은 안티오키아나 에페소스에서 열렸을 수 있다. 소아이모스는 Rex armeniis Datus라는 문구가 새겨진 164년의 주화에서 묘사되었으며, 이 주화에서 루키우스는 지팡이와 같이 왕좌에 앉아 있고 소아이모스는 그 앞에 서서 황제에 경의를 표하고 있다.
163년에, 파르티아는 에데사를 중심으로 한 상 메소포타미아에 있는 로마의 위성국 오스로에네에 개입하였고, 왕위에 자신들의 입맛에 맞는 왕을 세웠다. 이에 대하여, 로마군은 유프라테스강을 도하하기 위해 좀 더 아래쪽에 위치한 하류 지대로 이동하였다. 이와 동시에 163년 말을 앞두고, 로마군은 파르티아 영토쪽 강둑인 북쪽의 다우사라와 디케포리움을 점령하여 북쪽으로 이동했다. 유프라테스강의 북쪽 강둑을 점령하자마자, 다른 쪽의 로마군은 아르메니아에서 오스로에네로 이동하여 에데사 남서쪽에 있는 도시인 안테무시아를 차지하였다.
165년에, 로마군은 메소포타미아로 움직였다. 에데사는 점령되었고, 파르티아가 폐위시킨 왕 만누스가 다시 옹립되었다. 파르티아인들은 니시비스로 퇴각했으나, 이곳 역시도 포위되어 함락되고 말았으며, 파르티아군은 티그리스강으로 흩어지고 말았다. 아비디우스 카시우스와 갈리카 제3군으로 이뤄진 제2군은 유프라테스강으로 내려가, 두라에서 대규모 회전을 치렀다.
165년경 말에, 카시우스의 군대가 메소포타미아의 쌍둥이 대도시인 티그리스강 오른쪽 강변에 자리 잡은 셀레우키아와 왼쪽 강변에 있는 크테시폰에 도달했다. 크테시폰은 점령당하였고 크테시폰의 왕궁은 불태워졌다. 여전히 대개 그리스인 (셀레우키아는 알렉산드로스 대왕의 후계자 왕국들 하나인 셀레우코스 제국의 수도로서 설계되어 건설됨)들로 이뤄진 셀레우키아의 시민들은 성문을 침입자들에게 개방하였다. 그럼에도 도시는 약탈당하며, 루키우스의 명성에 오점으로 남았다. 이에 대한 핑계가 있었는데, 공식적인 설명은 셀레우키아인들이 먼저 신뢰를 깼다는 것이었다t.
보급 부족과 셀레우키아에서 접촉한 역병을 겪고 있음에도 카시우스의 군대는 안전하게 로마 영토로 돌아왔다. 루키우스는 파르티쿠스 막시무스라는 칭호를 얻었고, 그와 마르쿠스는 다시 한번 '임페라토르'라 칭송받으며, 세 번째 임페라토르 칭호를 받았다. 카시우스의 군대는 티그리스강을 건너 메디아로 향하여 166년에 전장으로 복귀했다. 루키우스는 '메디쿠스' 칭호를 차지했고, 마르쿠스와 루키우스는 또 한번 '임페라토르'로 칭송받으며, 네 번째 임페라토르가 되었다. 마르쿠스는 다시 한번 요령 있는 방법으로 파르티쿠스 막시무스라는 칭호를 받는 걸 미루다가, 이번에 받았다. 166년 10월 12일에, 마르쿠스는 자신의 쌍둥이 아들 안니우스와 콤모두스를 후계자로 선포했다.

### 게르만 부족과 전쟁 (166년-180년)
160년대 초 기간, 프론토의 사위 빅토리누스가 게르마니아에서 군단장으로 있었다. 그곳에서 그는 아내와 자녀들과 같이 있었다 (이 중에 자녀 한 명은 프론토와 프론토의 아내와 같이 로마에 있었다). 북쪽 국경의 상태는 심각하였다. 국경 기지 한 곳이 파괴되었고, 중부 유럽과 북부 유럽의 모든 사람들은 혼란에 빠진 것처럼 보였다. 그곳의 장교들 사이에는 부패가 만연하였는데, 빅토리누스는 뇌물을 받은 군단장들의 사임을 요청하기도 하였다.
한편 경험 많은 총독들은 황가의 친구들과 친척들로 대체되었다. 하드리아누스의 먼 친척인 루키우스 다수미우스 툴리우스 투스쿠스는 노련한 마르쿠스 노니우스 마크리누스를 대신하며 판노니아 수페리오르에 있었다. 판노니아 인페리오르는 무명의 티베리우스 하테리우스 사투르니누스 지휘하에 있었다. 마르쿠스 세르빌리우스 파비아누스 막시무스는 마르쿠스 얄리우스 바수스가 안티오키아에 있는 루키우스와 합류하면서 모이시아 인페리오르에서 모이시아 수페리오르로 이동되었다.
한편 168년부터 게르마니아 전쟁이 발발해 이 과정에서 169년 공동 황제 루키우스가 죽었고 170년 봄부터 마르쿠스 클라우디우스 프론토가 이끄는 로마군은 다키아 속주에서부터 북상해 대규모 공세를 감행해 게르만족들을 패주시켰으나 이 과정에서 사령관 프론토가 전사하고 2만 명이 포로로 끌려갔다. 설상가상으로 270년 만에 북부 방위선이 뚫리면서 게르만족이 이탈리아 북부까지 쳐들어왔으며, 이에 대응하여 황제는 4개 군단을 신규로 창설했다. 뿐만 아니라 171년 북아프리카 속주에서는 마우리타니아인들이 반란을 일으켜 히스파니아까지 쳐들어와 눌러앉는 사태가 발생하였고, 마르쿠스는 베테랑 장군 아우피디우스 빅토리누스를 파견해 이를 진압했다. 모이시아 인페리오르는 폰티우스 라일리아누스의 아들도 채워졌다. 다키아 지역들은 여전히 세 곳으로 나뉘었는데 집정관 출신의 원로원 의원과, 프로쿠라토르 두 명이 다스렸다. 평화는 오래 가지 못하였는데, 판노니아 인페리오르는 심지어 군단이 존재하지도 않았다.
160년대를 시작으로, 게르만족들 그리고 다른 유목 민족들이 북쪽 국경을 따라, 특히 갈리아로 그리고 다뉴브강 너머로 약탈을 시작했다. 이 새로운 서방으로 향한 기세는 아마도 더 동쪽에 있는 민족들의 공격에서 비롯한 걸로 추정한다. 게르마니아 수페리오르 속주 지역에 대한 카티족의 첫 침입은 162년에 격퇴되었다.

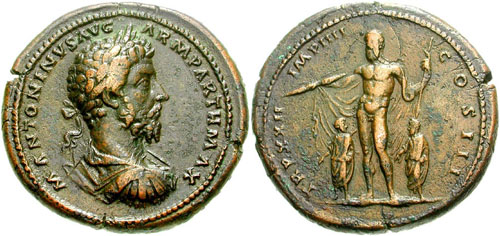
마르쿠스 아우렐리우스의 청동 메달 (서기 168년). 메달의 뒷면은 마르쿠스와 루키우스 베루스를 양 옆으로 둔 유피테르를 묘사하고 있다. 문구: M. ANTONINVS AVG. ARM. PARTH. MAX. / TR. P. XXII, IMP. IIII, COS III.

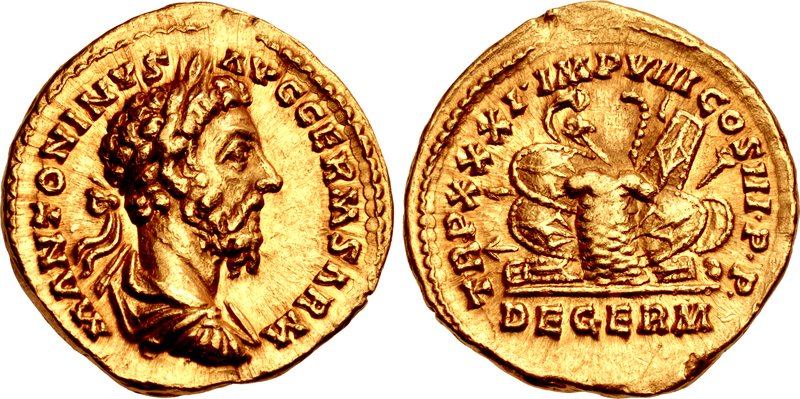
마르쿠스 아우렐리우스의 아우레우스 (서기 176년–177년). 주화의 뒷면에 전리품 더미는 마르코만니 전쟁의 종전을 기념한 것이다. 문구: M. ANTONINVS AVG. GERM. SARM. / TR. P. XXXI, IMP. VIII, CO[N]S. III, P. P.

더 심각한 위협은 166년의 침입으로, 서기 19년 이래로 로마 제국의 위성국이던 보헤미아의 마르코만니족이 랑고바르드족 및 다른 게르만 부족들과 함께 다뉴브강을 건넌 것이었다. 얼마 안 있어, 이란계 민족인 사르마티아족의 한 무리인 야지게스족이 다뉴브강과 테이스강 사이의 지역들을 공격하였다.
카르파티아 지역에서 온 코스토보키족이 모이시아, 마케도니아, 그리스를 침입했다. 오랜 어려움 끝에, 마르쿠스는 이 침입자들을 몰아냈다. 수 많은 수의 게르만족들이 다키아, 판노니아, 게르마니아, 이탈리아 등 국경 지역에 정착하였다. 게르만족의 정착은 새로운 일은 아니었으나, 이번에 정착한 이들의 수는 오늘날의 체코, 슬로바키아, 헝가리를 포함하는, 다뉴브강의 왼쪽 강가에 사르마티아, 마르코만니아 등 새로운 국경 속주 두 곳의 설치를 필요로 하게 했다. 라벤나에 정착한 일부 게르만족들은 반란을 일으켜 도시를 거의 점령할뻔했다. 이 이유로, 마르쿠스는 이탈리아에 야만인들을 추가로 데려오는 것을 막는 것뿐만 아니라 이전에 데려온 이들도 이탈리아에 있는 걸 금하기로 결정하였다.

### 법률 및 행정 활동
많은 황제들처럼, 마르쿠스는 탄원 같은 법적 문제들을 고려하고 분쟁들을 공판하는 데 시간을 대부분 썼으나, 전임자들과 달리, 그는 황제에 취임했을 때 제국의 행정적 업무에 대해선 이미 능숙하였다. 그는 이론과 법률의 실천에 상당히 신경썼다. 전문 법률가들은 그에 대해서 '법률에 가장 노련한 황제'이자 '가장 신중하고 양심적으로 공정한 황제'라고 칭하기도 했다. 그는 법률에서 세 가지 분야에 대해서 현저한 관심을 표했는데, 바로 노예 해방, 기아와 미성년자들에 대한 보호, 도시 의원들(decuriones)의 선택권 등이었다.
마르쿠스는 로마 원로원에 대해 대단한 존경심을 표했고 그가 로마 제국의 절대 권력자이기에 필요 없는 행위이긴 했으나 주기적으로 이들에 자금 사용에 대한 허가 요청을 구하기도 했다. 한 연설에서, 마르쿠스는 직접 원로원에 그가 살고 있는 황궁이 실제로는 그의 소유가 아니라 원로원의 것임을 상기시켜주기도 했다. 168년에, 그는 은 순도를 79%에서 82%로 높이며 데나리우스의 가치를 재조절하였는데 이를 통해서 실제 주화에 함유된 은의 무게가 2.57–2.67 g (0.091–0.094 oz)로 늘었다. 그렇지만, 2년 뒤에 그는 제국이 마주한 군사적 위기 때문에 이전의 가치로 회기시켰다.

#### 한나라와의 교역 및 질병 발병
한나라와 접촉 가능성이 166년에 이뤄졌으며, 이때 대진의 지배자라 특정된 안돈 安 敦)을 대표하는 대사라고 주장한 로마 여행객이 한나라 궁전을 방문하였다고 하는데, 이 안돈은 마르쿠스나 그의 전임자인 안토니누스로 여겨진다. 공화정 시대의 로마 유리 제품들이 남중국해를 따라 있는 광저우에서 발견된 것과 더불어, 안토니누스와 아마 마르쿠스 집권기에 제작된 로마의 금제 메달리온이 옛 중국의 교지군 (베트남 북부)인근이자 당시에 푸난의 영토였던 베트남의 옥에오에서 발견되었다. 옥에오 지역은 알렉산드로스라는 그리스 선원이 방문했고 황금반도 (말레이반도)에 있다고 클라우디오스 프톨레마이오스 (서기 150년)가 묘사한 항구 도시 카티가라일 수도 있다. 티베리우스부터 아우렐리아누스 시기의 로마 주화들이 중국 시안(한나라의 수도 장안이 위치)에서 발견되고 있으며, 그럼에도 훨씬 더 많은 양의 인도 내 로마 주화들의 존재는 중국 내부나 페르시아를 가로질러 내륙 지대의 비단길이 중점이 아닌, 중국의 비단을 구입하는 데 있어서 로마의 해양 무역이 중점에 있었음을 시사한다.
안토니누스 역병은 루키우스의 파르티아 원정이 끝날 시기인 165년 혹은 166년에 메소포타미아에서 발생했다. 이 질병은 콤모두스 집권기까지 계속되었을 수도 있다. 역병이 166년 로마에 퍼졌을 당시에 로마에 있었던 갈레노스는 '발병 9일 뒤에 피부 건조나 농포성 발진과 더불어 발열, 설사, 인두염' 등 안토니누스 역병에 대한 증상을 언급하였다. 이 질병은 천연두로 추정되고 있다. 역사가 레이프 드 크레스피그니의 시각으로는, 151년, 161년, 171년, 173년, 179년, 182년, 185년 등 후한 환제와 후한 영제 시기에 후한을 강타한 질병이 로마의 질병과 연관성이 있을 거로 보았다. 라울 맥러플린은 166년에 한나라의 왕궁을 방문한 로마인들의 여정이 로마-극동 교역의 새로운 시대를 열었을 것이라고 하였다. 그럼에도, 이는 '한층 더 불길한 무언가의 징조'이기도 하였다. 맥러플린에 의하면, 이 질병은 이집트에서 인도까지 퍼져 있는 고고학적 기록에서 증명되었고, 동남아시아에서 로마의 상업 활동이 크게 감소되었듯이 인도양에서 로마의 해양 교역에 '회복할 수 없는' 피해를 야기했다고 한다.

### 죽음과 계승

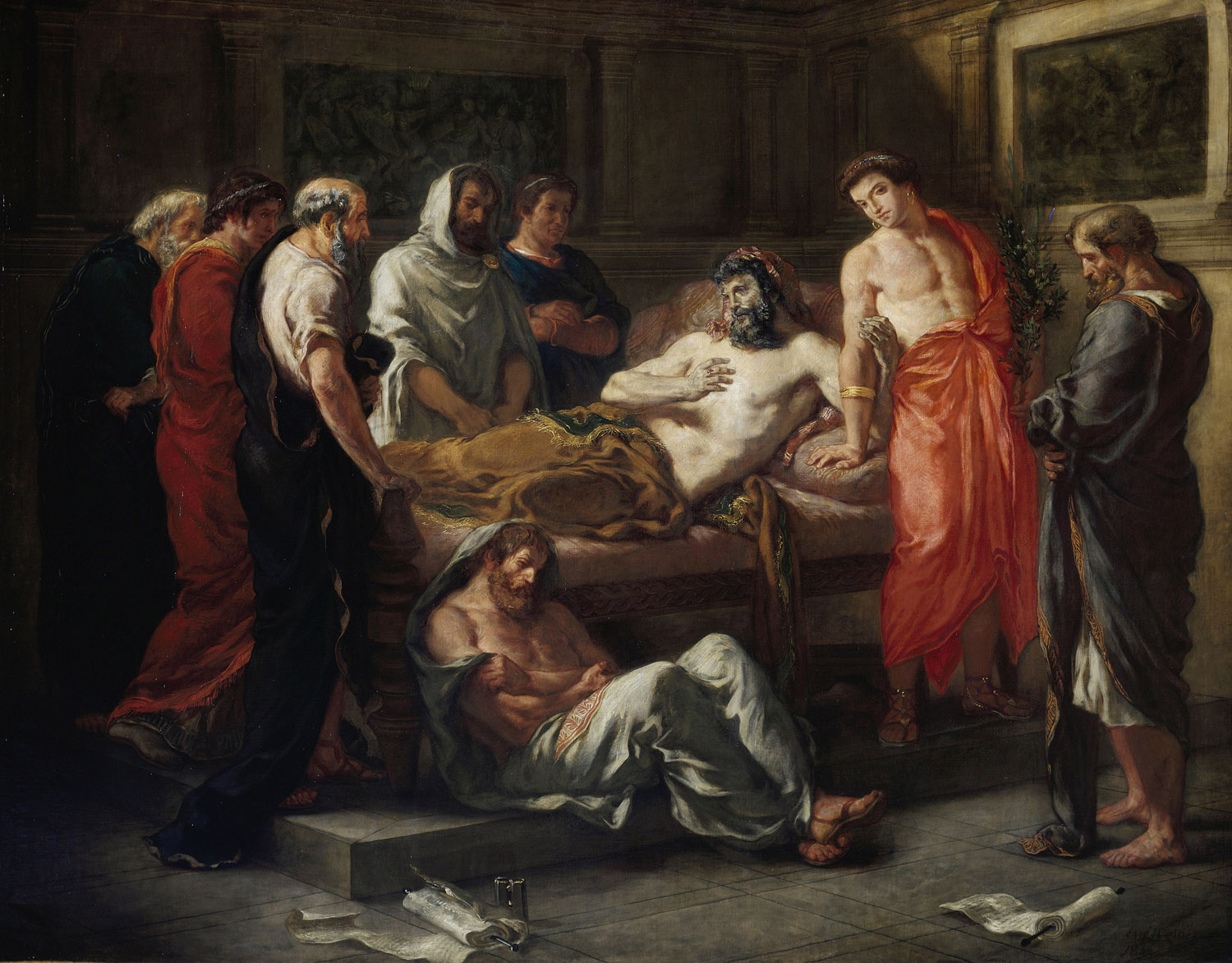
외젠 들라크루아의 "마르쿠스 아우렐리우스 황제의 유언" (1844년작)

마르쿠스는 빈도보나 (판노니아 수페리오르 속주에 있으며 오늘날의 빈) 혹은 시르미움 근처(판노니아 인페리오르에 있으며 오늘날 스렘스카미트로비차)에 있던 병영에서 알 수 없는 원인으로 180년 3월 17일 58세의 나이로 사망했다. 그는 즉시 신격화되었고 그의 유해는 로마로 보내져, 410년에 동고트족의 로마 약탈이 벌어질 때까지 하드리아누스 영묘 (현재의 산탄젤로성)에 안치되어 있었다. 그의 게르만 및 사르마티아인들에 대한 원정은 로마에 지어진 원주와 신전에 기념되어 있다. 일부 학자들은 그의 죽음이 ‘팍스 로마나’의 끝을 불러왔다고 여기기도 한다.

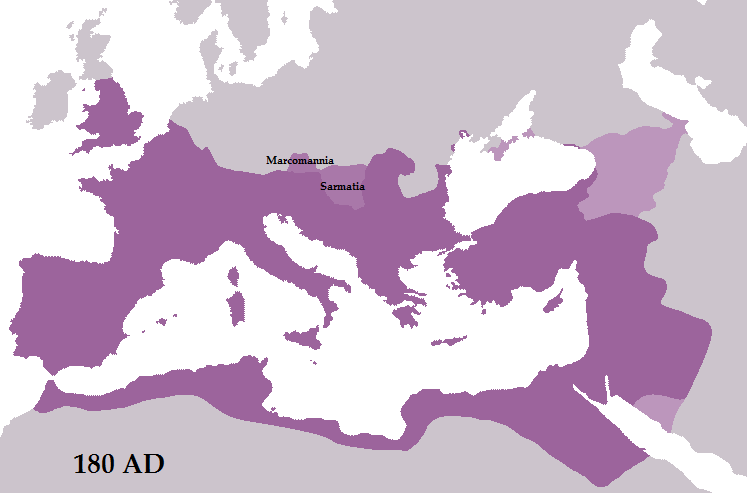
180년 마르쿠스 아우렐리우스의 사망 당시 로마 제국은 보라색으로 표시. 그가 병합한 마르코만니족과 야지게스족의 영토 (일시적으로 마르코만니아와 사르마티아로 불렸을 것으로 추정)는 175년에 아비디우스 카시우스의 반란과 그가 사망하면서 상실되었다. 옅은 분홍색은 로마의 보호국들을 나타내며 대아르메니아 왕국, 콜키스, 이베리아, 알바니아 등을 포함한다.

마르쿠스의 자리는 그가 166년에 부제로 임명하였고 177년부터는 공동 통치를 하였던 콤모두스가 이어받았다. 만일 황제의 생물학적 아들이 있었다고 한다면 이들이 후계자로 여겨졌지만, 그렇지만 '양자가 아닌' 아들이 아버지의 뒤를 잇는 이런 경우는 이번이 두 번째였으며, 그 이전은 한 세기 전 베스파시아누스의 뒤를 티투스가 계승한 일이 있었을 뿐이었다. 역사가들은 콤모두스의 변덕스러운 행동과 정치적 그리고 군사적 감각의 부족을 언급하며 콤모두스의 계승을 비판하는 입장이다. 카시우스 디오는 마르쿠스의 치세에 대한 그의 역사서 부분에 황제에 대한 찬사를 남겼고, 자신이 살던 당시에 콤모두스로의 즉위에 대하여 슬픔으로 다음과 같이 묘사하였다:
[마르쿠스] 그는 몸이 건강하지 못했고 사실상 집권기 내내 여러 종류의 문제들에 연루되어 마땅히 누려야할 행운을 누리지 못하였다. 그렇지만 나에게 있어서, 그가 평범하지 않고 기이한 어려움 속에서도 살아남아 제국을 지켜낸 바로 그 이유 때문에 더욱 그를 존경한다. 단 한 가지가 그에게 있어서 완전한 행복을 방해했는데, 그것은 바로 가능한 한 최선의 방법으로 아들을 양육하고 교육시킨 뒤에 그가 아들에게 대단히 실망했다는 점이다. 이 문제는 우리의 다음 문제가 될 것임이 틀림없으며, 우리의 역사는 과거의 당시 로마인들이 그랬던 것처럼 황금의 왕국에서 철과 녹의 나라로 이제 내리막길을 가고 있다.
–Dio lxxi. 36.3–4
디오는 안토니누스의 고문으로서 첫 날부터 로마 황제로서 마지막 날까지 마르쿠스의 생애에 대하여 "그는 똑같았고 조금도 변화하지 않았다."라고 덧붙였다.
마이클 그랜트는 저서 'The Climax of Rome'에서 콤모두스에 대해 다음과 같이 글을 남겼다:
그 젊은이는 아주 변덕스럽고 또는 최소한 반전통적인 이가 되었으며 이는 피할 수 없는 재앙이었다. 마르쿠스가 이렇게 될 것임을 알아야했던 아니던, 그의 아들의 황제위에 대한 누군가의 반대는 장차 계승을 두고 몹시나 재앙적으로 퍼져나갈 내전들 중의 하나를 가져올 것임이 거의 분명했을 것이다.

## 기독교인들에 대한 태도
기독교 시대의 1-2세기에서, 기독교인들의 박해에 대한 주 책임자는 로마의 지방 관리들이었다. 2세기에, 로마 황제들은 기독교를 자신들의 심복들이 처리할 지역 문제로 다뤘다. 로마 제국의 여러 지역에서 기독교인들의 박해 수와 심각성은 마르쿠스 집권기에 늘어난 것으로 보인다. 마르쿠스 자신이 이러한 박해를 지시, 장려 또는 인지한 정도는 불분명하고 역사가들 사이에서 많이 논의되었다. 초기 기독교 옹호자인 순교자 유스티노는 저서 호교론 제1권 (서기 140년-150년 사이 저술)에서 마르쿠스 아우렐리우스가 로마 원로원에 보낸, 전장의 일을 묘사한 서신 (마르쿠스가 황제에 오르기 전에 씀)를 첨부하였는데, 이 문서에서 마르쿠스는 기독교인들의 기도가 "하늘에서 물이 쏟아져" 그의 군대의 물 부족 사태를 해결하여 그 후, "우리는 즉시 기독교 신의 존재를 인식했다."라며 믿고 있다. 마르쿠스는 원로원에 로마에 의한 기독교 박해의 초기 정책을 중단할 것을 요청한다. 이 서신은 유스티노가 포함한 로마 황제들의 사례 중 하나로, 나머지 두 개 (이 중엔 아우렐리우스의 서신을 포함)는 위조된 것으로 여겨진다.

## 혼인과 자녀
마르쿠스와 그의 사촌이자 아내 파우스티나는 30년간 혼인 생활 동안 두 번의 쌍둥이 자녀 출산을 포함하여 최소한 자녀 14명이 있었다. 아들 한 명과 딸 네 명은 아버지보다 오래 살았다. 이들의 자녀는 다음과 같다.
- 도미티아 파우스티나 (147년–151년)[124][136][302]
- 티투스 아일리우스 안토니누스 (149년)[127][298][303]
- 티투스 아일리우스 아우렐리우스 (149년)[127][298][303]
- 안니아 아우렐리아 갈레리아 루킬라 (150년[130][302]–182년[304]): 아버지의 공동 통치자 루키우스 베루스와 혼인했으며,[136] 그 뒤에 티베리우스 클라우디우스 폼페이아누스와 재혼하여 자녀를 낳았다.
- 안니아 갈레리아 아우렐리아 파우스티나 (151년[132]): 그나이우스 클라우디우스 세베루스 사이에서 아들을 낳았다.
- 티베리우스 아일리우스 안토니누스 (152년에 태어나 156년 이전에 죽었다)[132]
- 성명불상 (158년 이전 사망)[134]
- 안니아 아우렐리아 파딜라 (159년 출생[302][134]),[136]: 마르쿠스 페두카이우스 플라우티우스 퀸틸루스와 혼인해 자녀를 낳았다.
- 안니아 코르니피키아 파우스티나 미노르 (160년 출생[302][134][136]): 마르쿠스 페트로니우스 수라 마메르티누스와 혼인하여 아들을 두었다.
- 티투스 아우렐리우스 풀부스 안토니누스 (161년–165년): 콤모두스의 쌍둥이 형.[303]
- 루키우스 아우렐리우스 콤모두스 안토니누스 (콤모두스) (161년–192년[305]): 티투스 아우렐리우스 풀부스 안토니누스의 쌍둥이 동생이며, 후대에 황제에 오름.[303][306] 브루티아 크리스피나와 혼인하나 자녀는 없었다.
- 마르쿠스 안니우스 베루스 카이사르 (162년[256]–169년[300][307][136])
- 하드리아누스[136]
- 비비아 아우렐리아 사비나 (170년[303]– 217년 이전 사망[308][136]): 루키우스 안티스티우스 부루스와 혼인하나 자녀는 없었다.

## 저서

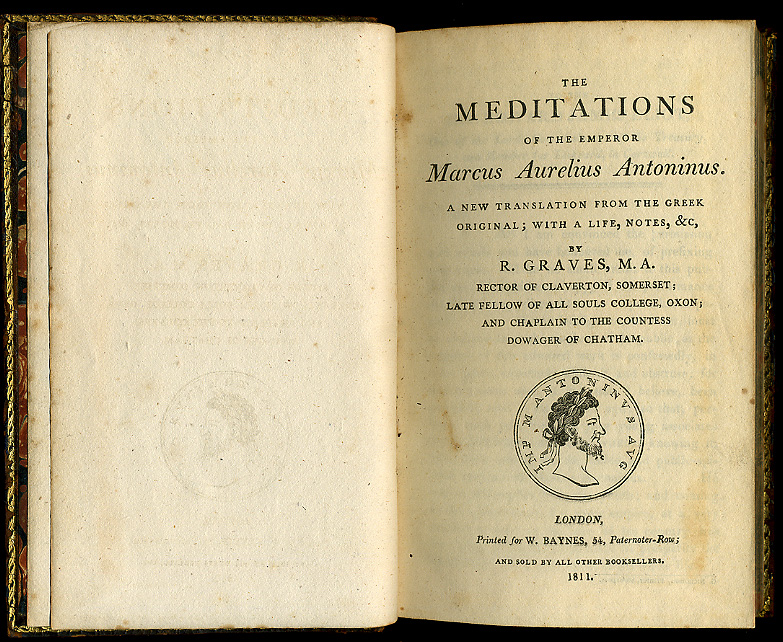
리처드 그레이브스의 1811년 영어 번역본 첫 페이지

170년과 180년 사이의 원정 기간에, 마르쿠스는 자신에 대한 자기 길잡이이자 자기 개선의 목적으로 그리스어로 '명상록'을 썼다. 이 저서의 본래 제목은 본래 있다고 한다면 그 제목은 알려져 있지 않다. '명상록'이란 제목은 후대에 붙여진 것이다. 그는 논리적 사고를 지녔고, 그의 주석들은 스토아 철학과 영성을 나타낸다. '명상록'은 공무와 도덕적 의무에 대한 문학적 기념물로서 존경을 받고 있다. 헤이스(Hays)에 의하면, 명상록은 스웨덴의 크리스티나, 프리드리히 대왕, 존 스튜어트 밀, 매슈 아널드, 괴테 등이 좋아하던 책이라고 하며, 원자바오와 빌 클린턴 같은 현대적 인물들도 최애 서적이라고 한다. 많은 주석가들에게서 최고의 철학 서적 중 하나로 여겨진다.
마르쿠스 사후에 그의 서적들이 얼마나 널리 유포되었는지는 알려져 있지 않다. 그의 가르침에 대한 대중성에 대해 고대 문헌에는 부분적인 언급들이 존재하며, 배교자 율리아누스는 철학자로서 그의 평판을 잘 알고 있었으나, 그럼에도 그는 ‘명상록’에 대해서는 언급하지 않았다. 명상록은 동방교회의 학문적 전통 속에 살아남았고, 명상록의 최초의 남아있는 인용문들 및 명상록이라는 이름이 처음 알려지게 한 언급은 10세기의 카이사레아의 아레타스와 [비잔틴 시대의 '수다' (아레타스가 삽입한 것으로 추정). 명상록은 1558년에 취리히에서 한 필사본을 통해 빌헬름 크쉴란더(홀츠만)가 처음 발행하였다고 하며, 원본 필사본은 발행된 지 얼마 안 되어 사라졌다고 한다. 완전한 필사본의 사본 중 가장 오래된 것은 바티칸 도서관에 위치했으며 14세기의 것으로 추정된다.

## 마르쿠스 아우렐리우스 기마상

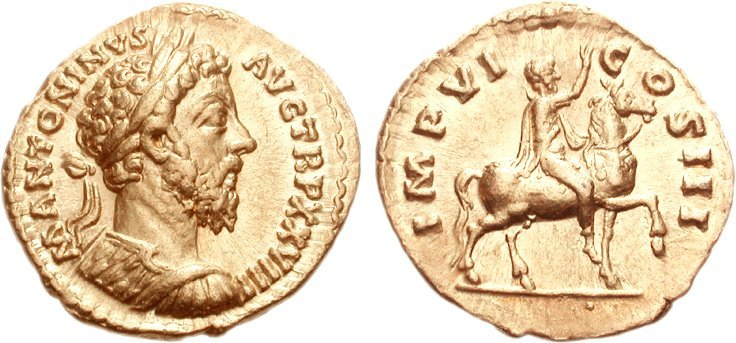
뒷면에 기마상이 새겨진 마르쿠스 아우렐리우스의 아우레우스 (서기 173년 12월 – 174년 6월). 문구: M. ANTONINVS AVG. TR. P. XXVIII / IMP. VI, CO[N]S III.

로마에 있는 마르쿠스 아우렐리우스 기마상은 오늘날까지 남아있는 유일한 로마 시대의 기마상이다. 이 이유는 중세시대에 이 기마상이 기독교인 황제 콘스탄티누스 대제를 묘사한 것으로 오해되어 이교도 인물상들이 겪었던 파괴를 피했기 때문으로 보인다.

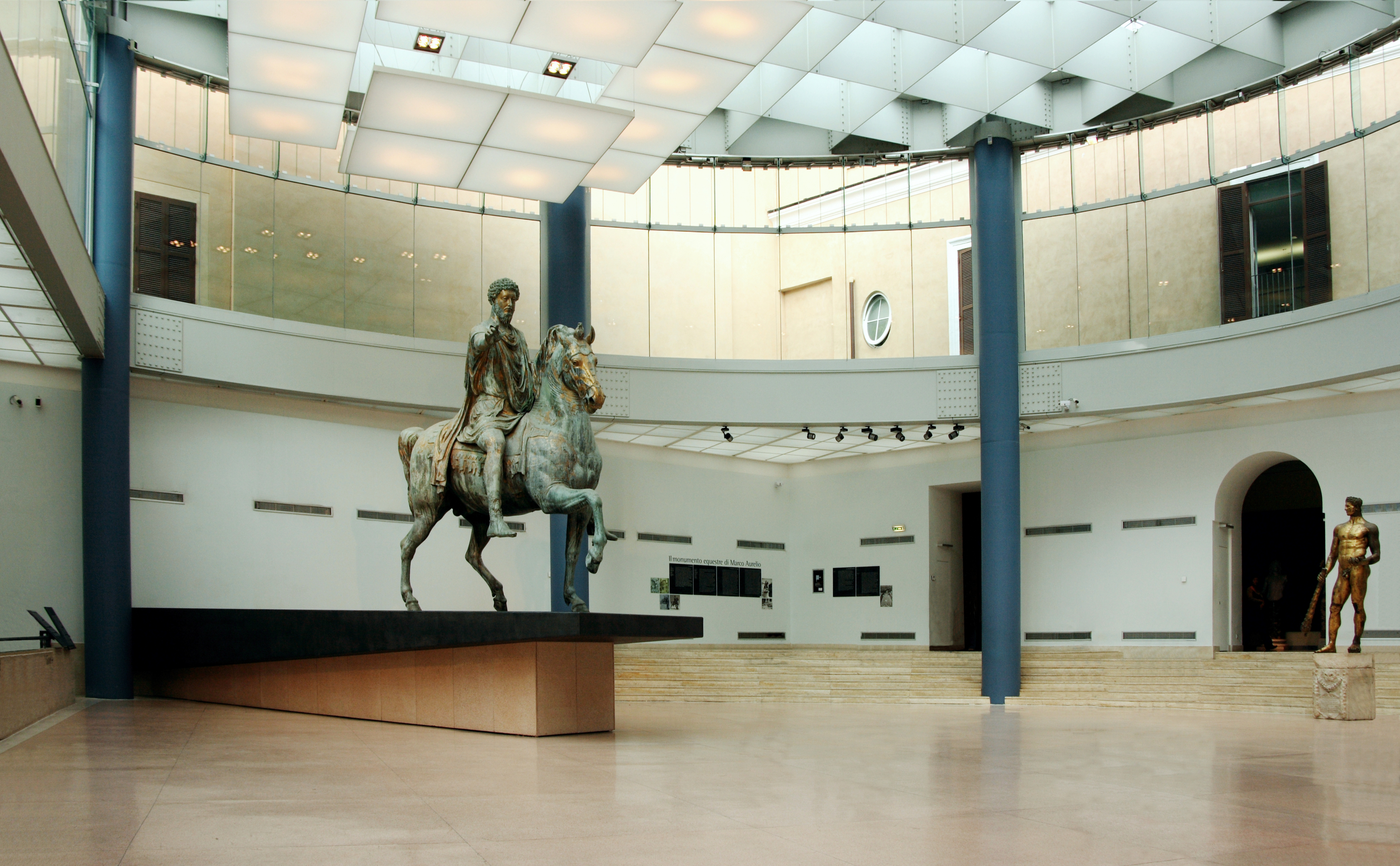
서기 2세기 당시의 원본 마르쿠스 아우렐리우스 기마상은 현재 콘세르바토리궁에 위치했다.

175년경에 청동으로 만들어진 이 기마상은 11.6 ft (3.5 m) 높이이고 로마의 카피톨리노 박물관에 위치했다. 황제의 손은 포로 잡힌 적에게 보낸 관용의 행동으로써 뻗어져 있고, 동시에 로마를 거의 끊임없는 전투로 이끌어야 한다는 스트레스로 인한 그의 피곤에 찬 얼굴 표정은 아마도 조각에 대한 고전적 전통과의 단절을 나타낸다.

## 마르쿠스 아우렐리우스 원주
마르쿠스 생애 말년이나 집권기 이후에 로마에 시공되어 193년에 완공된, 마르쿠스의 기념탑은 176년의 사르마티아족과 게르만족을 상대로 그가 거둔 승리를 기념하기 위해 지어졌다. 나선형으로 새겨진 부조가 원주 주변을 감싸고 있으며, 마르쿠스의 군사 작전 당시의 모습을 보여주고 있다. 마르쿠스의 조각상이 원주 꼭대기에 있었으나 중세시대에 사라졌다. 그의 조각상은 1589년에 교황 식스토 5세의 명으로 사도 바오로의 조각상으로 대체되었다]. 마르쿠스 원주와 트라야누스 원주는 두 개 다 도리스 양식이라는 점, 하부에 페데스탈이 있다는 점, 각자 군사적 승리를 묘사한 프리즈가 조각되어 있다는 점, 꼭대기에 조각상이 있다는 점에서 종종 학자들 사이에서 비교된다.

## 유산과 평판

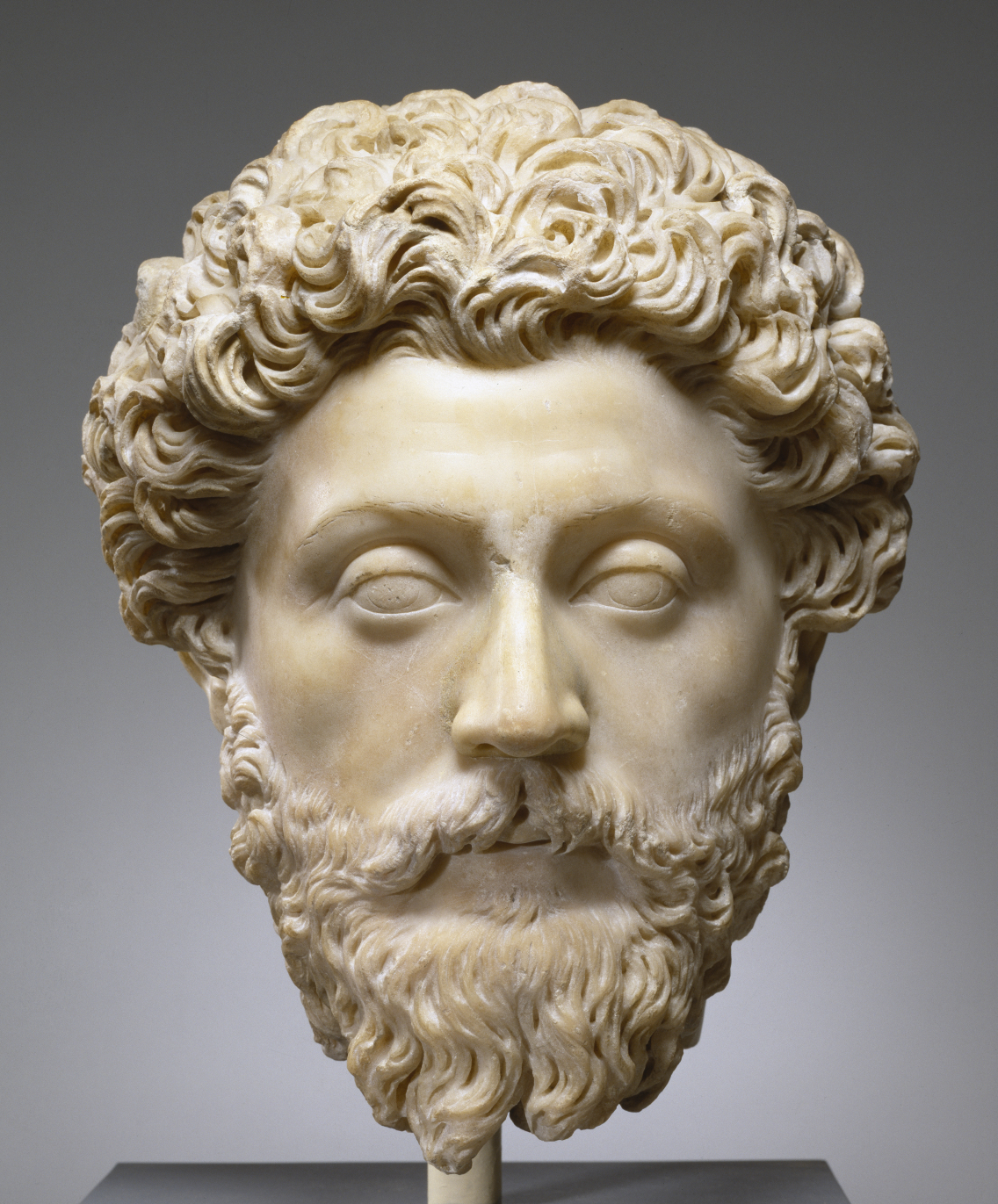
철인 황제의 수심어린 기질을 포착한 마르쿠스 아우렐리우스의 초상

마르쿠스는 생애 동안 철인왕이라는 평판을 얻었고, 이 칭호는 사후에도 유지되었을 것이며 디오와 전기 작가 모두 그를 '철인'이라 칭했다. 유스티노 순교자, 아테나고라스, 에우세비우스 같은 기독교인들 역시도 그에 대해 같은 칭호로 불렀다. 에우세비우스는 그에 대해서 안토니누스와 하드리아누스보다 '한층 더 박애적이고 철학적이다'라고 하기까지 하였으며, 기독교인들에게 박해를 가하는 도미티아누스와 네로와 대조적으로 마르쿠스한테 대비를 두드러지도록 하였다.

역사가 헤로디아노스는 다음과 같이 기록했다:
황제들 중에 유일하게, 그는 몇 가지 말이나 철학적 교리의 지식이 아닌 그의 비난할 점이 없는 인성과 생애의 절제된 방식으로 자신의 학식을 증명해냈다.
이언 킹은 마르쿠스의 유산이 비극적이라 하였다: 
자기 절제적이고, 의무적이고, 다른 이들에게 존경 받을 만한 [황제의] 스토아 철학은 사망 당시에 그가 택한 황가의 혈통에게 너무나 비참하게 버려졌다.

## 같이 보기
- 로마 황제 연대표

## 참고
1. ↑  디오는 안니우스 일족이 하드리아누스의 가까운 일족 관계이고, 안니우스 일족이 권세를 얻은 것이 이 혈연 때문이라고 주장하였다.[24] 이 인척 관계의 연관성에 관한 정확한 내용은 어디에서도 언급되지 않지만, 루필리아 파우스티나가 집정관을 지낸 원로원 의원 리보 루필리우스 프루기와, 하드리아누스의 아내 비비아 사비나의 어머니 (아마 또다른 혼인을 통한)인 마티디아의 딸이라고 믿어진다.[25]
2. ↑  파커슨(Farquharson)은 그의 아버지의 죽음 시기를 마르쿠스가 9세 때인 130년으로 보았다.[33]
3. ↑  벌리는 HA 마르쿠스의 내용에 대하여 에우티키오스에서 투티키우스로 바꾸었다.[47]
4. ↑  콤모두스는 사망했을 당시에 폐결핵을 앓고 있던 것으로 알려져 있어서, 하드리아누스는 마르쿠스의 최종적 즉위를 위해서 의도한 것이었을 수도 있다.[56]
5. ↑  여기 필사 부분은 손상이 되어 있다.[79]
6. ↑  근대학자들은 그에 대해서 좋은 평가를 내리지 않는다. 프론토에 대한 두 번째 근대적 편집자 니부어는 그에 대해서 어리석고 하찮다고 생각하였고, 세 번째 편집자였던 나버는 경멸스럽다고 여겼다.[96] 역사가들은 그를 '지나치게 규칙에 얽매이고 지루한 인물'로 보며, 그의 문서들은 키케로에 대한 오랜 정치적 분석도 플리니우스에 관한 지속적인 르포르타주도 내놓고 있지 않다.[97] 최근의 인물 연구가 그의 평판을 회복시켰지만, 그럼에도 충분하지는 않다.[98]
7. ↑  챔플린(Champlin)은 ‘명상록’에서 루스티쿠스에 대한 마르쿠스의 찬미가 도를 넘어섰고 (루스티쿠스는 마르쿠스에게 철학을 소개했던 디오그네투스 다음으로 찬미를 받았다), 그에게 특별한 강조점을 주고 있다며 언급했다.[118]
8. ↑  루키우스에 관한 전기작가들의 묘사 부분들은 가공된 것이고(루키우스와 생일이 같던 네로와 비슷하게 보이기 위한 것으로 추정[138]) 보다 신뢰할 만한 전기 자료에서 편집이 이뤄지지 않았을지라도,[139] 학자들은 이 부분들이 정확하다는 것으로 동의하고 있다.[140]
9. ↑  이 이름 교환은 너무나 많은 혼란을 드러내었는데 이 시대에 대한 주요 사료인 '히스토리아 아우구스타'에서조차도 이들을 제대로 정리하지 못하였다.[154] 4세기 교회 역사가 카이사레아의 에우세비우스는 심지어 더 많은 혼동을 보였다.[155] 황제가 되기 이전에 루키우스가 베루스라는 이름을 가졌다는 잘못된 믿음은 특히나 일반적으로 확인된다.[156]
10. ↑  그렇지만 상당한 전례가 있었다. 집정관직은 두 명으로 된 정무관직이었고, 이른 시기의 황제들은 여러 황제 권한들을 가진 보조 부관들을 종종 두었다 (안토니누스 시기, 부관이 마르쿠스였다). 많은 황제들은 과거에 공동 즉위를 기획했었는데 아우구스투스는 가이우스와 루키우스 카이사르를 자신이 사망 시에 공동 황제로 올릴 계획을 했었고, 티베리우스는 가이우스 칼리굴라와 티베리우스 게멜루스가 그렇게 되길 바랐고, 클라우디우스는 동일한 직위를 받아들일 것을 상상하며 네로와 브리타니쿠스에게 제국을 맡겼다. 이러한 계획들 모두가 이른 죽음 (가이우스와 루키우스 카이사르)이나 사법살인 (칼리굴라에 의해서 게멜루스가, 네로에 의해서 브리타니쿠스가)으로 실패로 끝났다.[156]
11. ↑  전기 작가는 콤모두스가 파우스티나와 검투사 사이에 사생아라는 악의적인(그리고 앤서니 벌리의 판단으로는 사실이 아닌) 소문을 언급했다.[168]
12. ↑  루키우스와 마르쿠스가 복구에 참여했다고 전해지기 때문에(HA Marcus viii. 4–5), 홍수는 루키우스가 162년에 동방으로 떠나기 전에 일어난 것이 틀림없으며, 안토니누스의 장례가 끝나고 황제들이 자신들의 자리에 들어간 이후 전기 작가의 서술에서 이러한 묘사가 나타났기에 161년 봄에에는 일어났을 리가 없다. 161년 가을이나 162년 봄 시기가 적절하고, 테베레강의 일반적인 시기 빈도를 고려할 때 가장 적합한 시기는 162년 봄이다.[184] (벌리는 161년 가을로 홍수 시기를 보았다.[179])
13. ↑  서기 15년 이래로, 테베레강은 대표장으로 있던 원로원 의원과 영구 관리단들로 이뤄진 테베레강 관리단의 관리를 받았다. 161년에, '테베레강 강바닥과 하구 그리고 로마의 하수관에 대한 책임자'(curator alevi Tiberis et riparum et cloacarum urbis)는 하드리아누스 장벽의 설계자의 아들 혹은 손자인 A. 플라토리우스 네포스였다. 그는 무능한 인물은 아니었을 것으로 추정한다. 범람 사태의 주요 후보군으로 추정되는 이는 네포스의 전임자인 M. 스타티우스 프리스쿠스로 보인다. 159년 당시에 군인이자 집정관인 프리스쿠스는 아마도 이 업무를 '유급 휴가'에 불과하다고 보았다.[186]
14. ↑  앨런 캐머런은  마르쿠스가 군사 경험이 없었다고 하는 벌리의 견해와 충돌하는 마르쿠스가 마르쿠스가 살아있던 시절 (vivente Pio)에 수 많은 군단들을 지휘했다고 하는 5세기 작가 시도니우스 아폴리나리스의 발언을 제시한다. (아폴리나리스나 벌리의 주 사료인 '히스토리아 아우구스타'도 2세기 역사 부분에서는 특히나 신뢰할만한 사료는 아니다.[201])
15. ↑  벌리는 이 고려 사항들 중에 어느 정도 사실이 있었을 것으로 여긴다.[222]
16. ↑  그렇지만 루키우스의 방탕들에 대해 다루는 전기 (vita)의 전체 부분은 (HA Verus iv. 4–6.6) 이전의 사료에서 삽입시킨 첨가 부분이다. 자세한 내용들의 대부분은 전기 작가가 자작한 것들로, 이 내용들은 그의 상상력 그 이상보다 낫다고 할 수 없다.[228]
17. ↑  옥에오에 관한 추가적인 정보에 대해서, Osborne, Milton. The Mekong: Turbulent Past, Uncertain Future. Crows Nest: Allen & Unwin, 2006, revised edition, first published in 2000. pp. 24–25. ISBN 978-1741148930 참조.
18. ↑  마르쿠스 아우렐리우스의 사망 장소라고 빈도보나는 아우렐리우스 빅토르의 De Caesaribus (16.14)에서 언급되었고, 시르미움은 테르툴리아누스의 ‘변증서’(25)에서 언급됐다.

## 참고 문헌

### 고대 자료
- Aristides, Aelius. Orationes (라틴어).

Trapp, Michael B. Orations. 1: Orationes 1–2. Cambridge, Massachusetts: Harvard University Press, 2017. ISBN 978-0674996465.
- Victor, Aurelius. De Caesaribus (라틴어).

Bird, H.W. De Caesaribus. Liverpool: Liverpool University Press, 1994. ISBN 978-0853232186.
- Dio, Cassius. Roman History (그리스어).

Cary, Earnest, trans. Roman History. 9 vols. Loeb ed. London: Heinemann, 1914–27. OCLC 500523615. Online at LacusCurtius.
- Digest (라틴어).

Scott, S.P., trans. The Digest or Pandects in The Civil Law. 17 vols. Cincinnati: Central Trust Company, 1932. OCLC 23759480. Online at the Constitution Society.
- 살라미스의 에피파니오. On Weights and Measures (라틴어).

Dean, James Elmer, ed. Epiphanius' Treatise on Weights and Measures – The Syriac Version. Chicago: University of Chicago Press, 1935. OCLC 123314338.
- Fronto, Marcus Cornelius. The Correspondence of Marcus Cornelius Fronto: With Marcus Aurelius Antoninus, Lucius Verus, Antoninus Pius, and Various Friends (라틴어).

Haines, Charles Reginald, trans. The Correspondence of Marcus Cornelius Fronto: With Marcus Aurelius Antoninus, Lucius Verus, Antoninus Pius, and Various Friends. 2 vols. Loeb ed. London: Heinemann, 1920. OCLC 476921438. Online at the Internet Archive: Vol. 1, 2.
- Gellius, Aulus. Noctes Atticae (Attic Nights).

Rolfe, J.C., trans. The Attic nights of Aulus Gellius. 3 vols. Loeb ed. London: Heinemann, 1927–28. OCLC 59229750 (Vol. 1), OCLC 1072405870 (Vol. 2), OCLC 1021363430 (Vol. 3). Vols. 1 and 2 online at LacusCurtius.
- Herodian. Ab Excessu Divi Marci (History of the Roman Empire from the Death of Marcus Aurelius, 라틴어).

Echols, Edward C., trans. Herodian of Antioch's History of the Roman empire: From the death of Marcus Aurelius to the accession of Gordian III. Berkeley and Los Angeles: University of California Press, 1961. OCLC 463202486. Online at Tertullian and Livius.
- Lucian.

Fowler, F.G.; Fowler, H.W., trans. The works of Lucian of Samosata. Oxford: Clarendon P., 1949. OCLC 503242210.
Alexander (라틴어). Translation online at Tertullian.
Translations (from Latin) of Historia Quomodo Conscribenda (The Way to Write History), Imagines (A Portrait–Study), and Pro Imaginibus (Defence of the 'Portrait–Study') online at Sacred Texts, based on the Gutenberg e-text.
- Marcus Aurelius Antoninus. Meditations.

Farquharson, A.S.L., trans. Meditations. New York: Knopf, 1946, rept. 1992. OCLC 897495952.
- Scriptores Historiae Augustae (Authors of the Historia Augusta). Historia Augusta (Augustan History).

Magie, David, trans. Historia Augusta. 3 vols. Loeb ed. London: Heinemann, 1921–32. Online at LacusCurtius.
Magie, David; Birley, Anthony R. Lives of the later Caesars. London: The Folio Society, 2005. ISBN 0141935995.
- Themistius. Orationes (라틴어).

Penella, Robert J. The private orations of Themistius. Berkeley: University of California Press, 2000. ISBN 978-0520218215.

### 현대 자료
- Ackermann, Marsha E.; Schroeder, Michael J.; Terry, Jancie J.; Lo Upshur, Jiu-Hwa; Whitters, Mark F. Encyclopedia of World History, Ackerman-Schroeder-Terry-Hwa Lo, 2008: Encyclopedia of World History[깨진 링크(과거 내용 찾기)]. New York: Facts on File, 2008. ISBN 978-0816063864.
- Adams, Geoff W. Marcus Aurelius in the Historia Augusta and Beyond. Lanham, MD: Lexington Books, 2013. ISBN 978-0739176382.
- An, Jiayao. 'When Glass Was Treasured in China'. Annette L. Juliano and Judith A. Lerner (eds), Nomads, Traders, and Holy Men Along China's Silk Road, 79–94. Turnhout, Belgium: Brepols Publishers, 2002. ISBN 978-2503521787.
- Astarita, Maria L. Avidio Cassio (in Italian). Rome: Edizione di Storia e Letteratura, 1983. OCLC 461867183.
- 워릭 볼. Rome in the East: The Transformation of an Empire, 2nd edition. London: Routledge, 2016. ISBN 978-0415720786.
- 티모스 반스 'Hadrian and Lucius Verus'. Journal of Roman Studies 57:1–2 (1967): 65–79. doi:10.2307/299345. JSTOR 299345.
- Barnes, Timothy D. 'Legislation against the Christians'. Journal of Roman Studies, Vol. 58 (1968): 32–50. doi:10.2307/299693. JSTOR 299693.
- Barnes, Timothy D. 'Some Persons in the Historia Augusta', Phoenix 26:2 (1972): 140–82. doi:10.2307/1087714. JSTOR 1087714.
- 앤서니 벌리 Marcus Aurelius: a biography. London: Routledge, 1966, rev. 1987. ISBN 978-1134695690.
- Birley, Anthony R. 'Hadrian to the Antonines'. In The Cambridge Ancient History Volume 11, The High Empire, AD 70–192, edited by Alan Bowman, Peter Garnsey, and Dominic Rathbone, 132–94. Cambridge: Cambridge University Press, 2000. ISBN 978-0521263351.
- Bowman, John L. A Reference Guide to Stoicism. Bloomington, IN: Author House, 2014. ISBN 978-1496900173.
- J. B. 베리. The Student's Roman Empire: A History of the Roman Empire from Its Foundation to the Death of Marcus Aurelius (27 B.C.–180 A.D.). New York: Harper, 1893. OCLC 1067064647.
- 에드워드 챔플린. 'The Chronology of Fronto'. Journal of Roman Studies 64 (1974): 136–59. doi:10.2307/299265. JSTOR 299265.
- Champlin, Edward. Fronto and Antonine Rome. Cambridge, MA: Harvard University Press, 1980. ISBN 978-0674331778.
- Collins, Desmond. Background to Archaeology: Britain in its European Setting. Cambridge: Cambridge University Press Archive, 1973. OCLC 879899744.
- De Crespigny, Rafe. A Biographical Dictionary of Later Han to the Three Kingdoms (23–220 AD). Boston: Brill, 2007. ISBN 978-9047411840.
- Duncan-Jones, Richard. Structure and Scale in the Roman Economy. Cambridge: Cambridge University Press, 1990. ISBN 978-0521892896.
- 'Equestrian Statue of Marcus Aurelius'. Musei Capitolini.
- Gagarin, Michael. The Oxford encyclopedia of ancient Greece and Rome. Volume 7, Temples – Zoology. Oxford: Oxford University Press, 2010. ISBN 978-0195170726.
- Giacosa, Giorgio. Women of the Caesars: their lives and portraits on coins. Translated from Italian by R. Ross Holloway. Milan: Edizioni Arte e Moneta, 1977. ISBN 0839001932.
- Gilliam, J. F. 'The Plague under Marcus Aurelius'. American Journal of Philology 82.3 (1961): 225–51. doi:10.2307/292367. JSTOR 292367.
- Gnecchi, Francesco. I medaglioni Romani, 3 Vols, Milan, 1912. OCLC 6529816.
- Grant, Michael. The Antonines: the Roman Empire in transition. London: Routledge, 2016. ISBN 978-1317972105.
- Grant, Michael. The Climax Of Rome. London: Orion, 2011. ISBN 978-1780222769.
- Haas, Charles. The Antonine plague (in French). Bulletin de l'Académie Nationale de Médecine. Académie nationale de médecine. 190 (2006): 1093–98. OCLC 958470753.
- 피에르 아도. The inner citadel: the Meditations of Marcus Aurelius. Cambridge, MA: Harvard University Press, 1998. ISBN 978-0674461710.
- Hays, Gregory. Meditations. London: Weidenfeld & Nicolson, 2003. ISBN 978-1842126752.
- Irvine, William B. A Guide to the Good Life: The Ancient Art of Stoic Joy. Oxford University Press, 2009. ISBN 978-1522632733.
- Kemezis, Adam M. Greek Narratives of the Roman Empire under the Severans: Cassius Dio, Philostratus and Herodian. Cambridge University Press, 2014. ISBN 978-1107062726.
- Kleiner, Fred S. Gardner's art through the ages. Volume II: the western perspective. Mason, OH: Cengage Learning, 2008. ISBN 978-0495573555.
- Le Bohec, Yann. The Imperial Roman Army. Routledge, 2013. ISBN 978-1135955137.
- Levick, Barbara M. Faustina I and II: Imperial Women of the Golden Age. New York: Oxford University Press, 2014. ISBN 978-0199702176.
- Magill, Frank N. Dictionary of World Biography. London: Routledge, 2003. ISBN 978-1579580407.
- 해럴드 매팅리; Sydenham, Edward A. The Roman imperial coinage. Vol. III, Antoninus Pius to Commodus. London: Spink & Son, 1930. OCLC 768929523.
- Mellor, Ronald, review of Edward Champlin's Fronto and Antonine Rome, American Journal of Philology 103:4 (1982).
- Merrony, Mark. The Plight of Rome in the Fifth Century AD. London: Routledge, 2017. ISBN 978-1351702782.
- McLaughlin, Raoul. Rome and the Distant East: Trade Routes to the Ancient Lands of Arabia, India, and China. London & New York: Continuum, 2010. ISBN 978-1847252357.
- 프랭크 맥린. Marcus Aurelius: A Life. New York: Da Capo Press, 2009. ISBN 978-0306819162.
- McLynn, Frank. Marcus Aurelius: Warrior, Philosopher, Emperor. London: Bodley Head, 2009. ISBN 978-0224072922.
- 퍼거스 밀러. The Roman Near East, 31 B.C.–A.D. 337. Cambridge, MA: Harvard University Press, 1993. ISBN 978-0674778863.
- Pulleyblank, Edwin G.; Leslie, D. D.; Gardiner, K. H. J. 'The Roman Empire as Known to Han China'. Journal of the American Oriental Society, 1999. 119 (1). doi:10.2307/605541. JSTOR 605541.
- Reed, J. Eugene. The Lives of the Roman Emperors and Their Associates from Julius Cæsar (B.C. 100) to Agustulus (A.D. 476). Philadelphia, PA: Gebbie & Company, 1883.
- Robertson, D. How to Think Like a Roman Emperor: The Stoic Philosophy of Marcus Aurelius 보관됨 4 8월 2019 - 웨이백 머신. New York: St. Martin's Press, 2019.
- Rohrbacher, David. The Play of Allusion in the Historia Augusta. Wisconsin: University of Wisconsin Press, 2016. ISBN 978-0299306045.
- Sánchez, Jorge Pisa. Breve historia de Hispania: La fascinante historia de Hispania, desde Viriato hasta el esplendor con los emperadores Trajano y Adriano. Los protagonistas, la cultura, la religión y el desarrollo económico y social de una de las provincias más ricas del Imperio romano [Brief history of Hispania: the fascinating history of Hispania, from Viriato to the splendor with the Emperors Trajan and Hadrian. The protagonists, culture, religion, and the economic and social development of one of the richest provinces of the Roman Empire][깨진 링크(과거 내용 찾기)]. (in Spanish) Ediciones Nowtilus S.L., 2010. ISBN 978-8497637695.
- 윌리엄 O. 스티븐스 Marcus Aurelius: A Guide for the Perplexed. London: Continuum, 2012. ISBN 978-1441125613.
- Stertz, Stephen A. 'Marcus Aurelius as Ideal Emperor in Late-Antique Greek Thought'. The Classical World 70:7 (1977): 433–39. doi:10.2307/4348712. JSTOR 4348712.
- 로널드 사임. 'The Ummidii'. Historia 17:1 (1968): 72–105. JSTOR 4435015.
- Van Ackeren, Marcel. A Companion to Marcus Aurelius. New York: Malden, MA : Wiley-Blackwell, 2012. ISBN 978-1-405-19285-9. OCLC 784124210.
- Young, Gary K. Rome's Eastern Trade: International Commerce and Imperial Policy 31 BC – AD 305. London: Routledge, 2003. ISBN 978-1-134-54793-7.
- Yü, Ying-shih. 'Han Foreign Relations', in Denis Twitchett and Michael Loewe (eds), The Cambridge History of China: Volume 1, The Ch'in and Han Empires, 221 BC–AD 220, 377–462. Cambridge: Cambridge University Press, 1986. ISBN 978-0-521-24327-8.